# Bóng đá (nhóm thể thao)
Bóng đá là tên gọi chung của một nhóm bao gồm nhiều môn thể thao đồng đội khác nhau nhưng đều có liên quan tới việc đá một trái banh vào khung thành để ghi bàn thắng. Thông thường, khi nói đến bóng đá, người ta thường chỉ đề cập đến hình thức bóng đá phổ biến nhất ở vùng được sử dụng từ ngữ này. Những môn thể thao thường gọi là bóng đá bao gồm bóng đá đồng hội (được gọi là bóng đá ở Bắc Mỹ, Ireland và Úc); Bóng bầu dục Mỹ; bóng bầu dục Úc; bóng bầu dục liên hiệp và bóng bầu dục liên minh; và bóng đá Gaelic. Những hình thức bóng đá này có nguồn gốc chung và được gọi là các "football codes".
Có nhiều tài liệu về các trò chơi bóng truyền thống, cổ xưa hoặc tiền sử được chơi ở nhiều nơi trên thế giới. Các luật bóng đá hiện đại có thể được truy nguyên lại đến việc định luật của những trò chơi này tại các trường công lập Anh vào thế kỷ 19. Việc mở rộng và tác động văn hóa của Đế quốc Anh đã cho phép những luật chơi bóng đá này lan rộng đến các vùng có ảnh hưởng của Anh ngoài đế chế được kiểm soát trực tiếp. Đến cuối thế kỷ 19, các luật chơi bóng đá địa phương đã phát triển rõ rệt: ví dụ, bóng đá gaelic đã chủ động tích hợp luật chơi của các trò chơi bóng đá truyền thống địa phương để duy trì di sản của họ. Năm 1888, English Football League được thành lập tại Anh, trở thành một trong những liên đoàn bóng đá chuyên nghiệp đầu tiên. Trong thế kỷ 20, một số hình thức bóng đá đã trở thành một trong những môn thể thao đội phổ biến nhất trên thế giới.

## Nguyên gốc từ
Có những giải thích trái ngược về nguồn gốc của từ "football". Nhiều người cho rằng từ "football" (hoặc cụm từ "foot ball") ám chỉ đến hành động đá bóng bằng chân. Tuy nhiên, có một giải thích khác, cho rằng ban đầu "football" chỉ ám chỉ đến một loạt trò chơi được chơi bằng chân ở châu Âu thời Trung cổ. Tuy nhiên, không có bằng chứng cuối cùng nào chứng minh đúng hoặc sai cho cả hai giải thích này.

## Lịch sử sớm

### Các trò chơi cổ xưa

#### Trung Quốc cổ đại

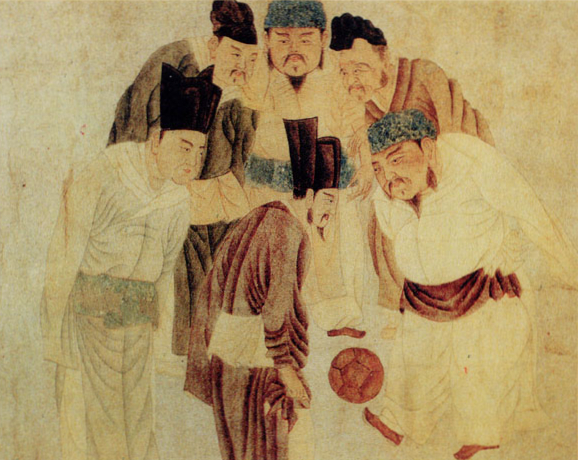
Bức tranh miêu tả Hoàng đế Tề Tổ chơi cuju (tức bóng đá Trung Quốc) cùng Thái sư Trịnh Phổ (趙普) và các bộ trưởng khác, do họa sĩ triều đại Nguyên Qian Xuan (1235–1305) thực hiện.

Trò chơi cạnh tranh Trung Quốc cuju (蹴鞠) có nhiều điểm tương đồng với bóng đá hiện đại. Nó đã tồn tại trong thời kỳ nhà Hán và có thể là trong thời kỳ nhà Tần, vào thế kỷ thứ hai và thứ ba trước Công nguyên, được ghi nhận qua mô tả trong một hướng dẫn quân sự. Phiên bản của Nhật Bản cho cuju là kemari (蹴鞠), được phát triển trong thời kỳ Asuka. Đã biết rằng trò chơi này đã được chơi trong triều đại hoàng gia Nhật Bản tại Kyoto từ khoảng năm 600 sau Công nguyên. Trong kemari, một nhóm người đứng trong một vòng tròn và đá một quả bóng cho nhau, cố gắng không để bóng chạm đất (tương tự như keepie uppie).

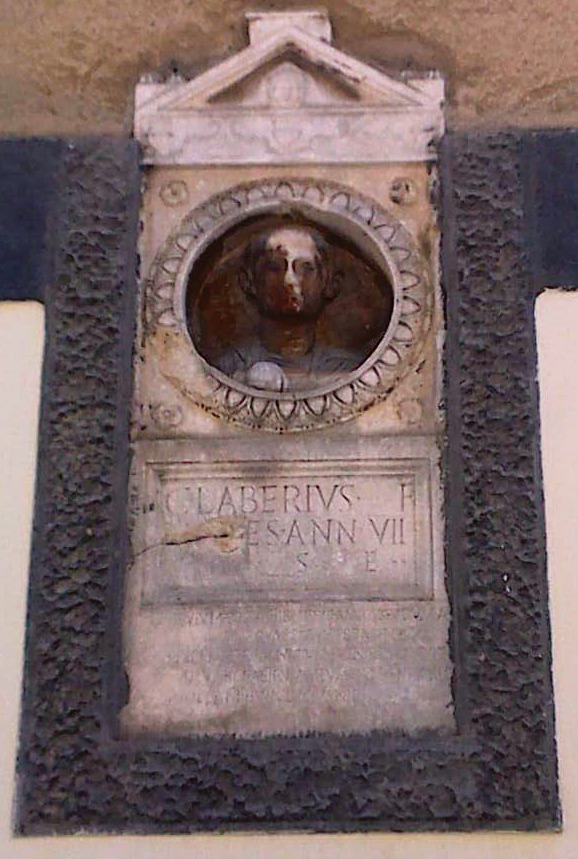
Bia mộ của một thiếu niên người La Mã cổ đại với quả bóng Harpastum tại Tilurium (nay là Sinj, Croatia)

#### Hy Lạp cổ đại và La Mã cổ đại
Người Hy Lạp cổ đại và La Mã cổ đại đã được biết đến đã chơi nhiều trò chơi bóng, trong đó một số trong số đó liên quan đến việc sử dụng chân. Trò chơi của La Mã harpastum được cho là đã được chuyển thể từ một trò chơi đội Hy Lạp được biết đến với tên "ἐπίσκυρος" (Episkyros) hoặc "φαινίνδα" (phaininda), được nhắc đến bởi nhà viết kịch Hy Lạp, Antiphanes (388–311 TCN) và sau đó được đề cập bởi nhà triết gia Kitô giáo Clement of Alexandria (khoảng 150–khoảng 215 sau Công nguyên). Các trò chơi này có vẻ giống với bóng bầu dục. Chính trị gia La Mã Cicero (106–43 TCN) đã miêu tả trường hợp của một người đã bị giết trong lúc cạo râu khi một quả bóng được đá vào tiệm cắt tóc. Trò chơi bóng của La Mã đã biết đến quả bóng bơm hơi, follis. FIFA mô tả Episkyros là một dạng sớm của bóng đá.

#### Người bản địa ở Bắc Mỹ
Có một số tham chiếu đến các trò chơi bóng truyền thống, cổ xưa hoặc tiền sử, được chơi bởi người dân bản địa ở nhiều khu vực khác nhau trên thế giới. Ví dụ, vào năm 1586, những người đàn ông từ một con tàu do nhà thám hiểm Anh tên là John Davis chỉ huy đã lên bờ đất để chơi một phiên bản bóng đá với người Inuit ở Greenland. Có những báo cáo sau đó về một trò chơi của người Inuit được chơi trên băng, gọi là Aqsaqtuk. Mỗi trận đấu bắt đầu với hai đội đứng đối diện nhau trong các dãy song song, trước khi cố gắng đá bóng qua hàng của đội khác và sau đó vào khung thành. Năm 1610, William Strachey, một cư dân tại Jamestown, Virginia đã ghi lại một trò chơi được chơi bởi người Mỹ bản địa, gọi là Pahsaheman. Pasuckuakohowog, một trò chơi tương tự như bóng đá hiện đại chơi bởi người Mỹ bản địa, cũng được ghi nhận càng sớm càng tốt, tồn tại từ thế kỷ 17.
Một số trò chơi được chơi ở Mesoamerica với bóng cao su bởi người bản địa cũng được ghi chép rõ ràng trước thời điểm này, nhưng những trò chơi này có nhiều điểm tương đồng với bóng rổ hoặc bóng chuyền, và không tìm thấy liên kết nào giữa những trò chơi này và các trò chơi bóng đá hiện đại. Người Mỹ bản địa miền Đông, đặc biệt là Liên minh Iroquois, đã chơi một trò chơi sử dụng vợt lưới để ném và bắt một quả bóng nhỏ; tuy nhiên, mặc dù đó là một trò chơi bóng-gôn chân, lacrosse (như hậu duệ hiện đại của nó được gọi là) cũng không thường được xếp vào dạng "bóng đá".

#### Châu Đại Dương
Trên lục địa Úc, một số bộ tộc của người bản địa đã chơi các trò chơi đá và bắt bóng với những quả bóng bị lấp đầy, các nhà sử học đã tổng quát hóa đó là Marn Grook (Djab Wurrung nghĩa là "quả bóng trò chơi"). Tài liệu lịch sử sớm nhất là một câu chuyện nhỏ từ cuốn sách năm 1878 của Robert Brough-Smyth, The Aborigines of Victoria, trong đó trích dẫn một người đàn ông tên là Richard Thomas nói, vào khoảng năm 1841 ở Victoria, Úc, rằng anh đã chứng kiến người bản địa chơi trò chơi này: "Ông Thomas mô tả cách cầu thủ hàng đầu sẽ đá bóng từ da của một con động vật có túi và cách những người chơi khác nhảy lên không khí để bắt nó." Một số nhà sử học đã lý giải rằng Marn Grook là một trong những nguồn gốc của Australian rules football.
Người Māori ở New Zealand chơi một trò chơi gọi là Ki-o-rahi bao gồm các đội có 7 người chơi trên một sân hình tròn được chia thành các khu vực, và ghi điểm bằng cách chạm vào 'pou' (các điểm giới hạn) và đánh trúng 'tupu' hoặc mục tiêu ở giữa.
Những trò chơi này và những trò chơi khác có thể đã tồn tại từ xa xưa. Tuy nhiên, các nguồn chính của các luật bóng đá hiện đại dường như nằm ở châu Âu phương Tây, đặc biệt là Anh.

#### Người Turkic
Mahmud al-Kashgari trong tác phẩm Dīwān Lughāt al-Turk của ông, miêu tả một trò chơi gọi là "tepuk" được chơi bởi người người Turkic ở Trung Á và Đông Á. Trong trò chơi này, người chơi cố gắng tấn công lâu đài của nhau bằng cách đá một quả bóng làm từ da cừu.

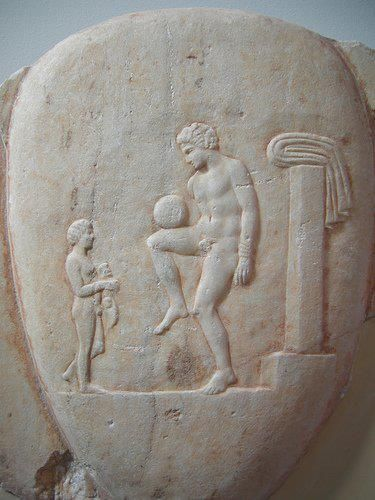
Một vận động viên Hy Lạp cổ đại cân bằng quả bóng trên đùi, Piraeus, 400–375 TCN
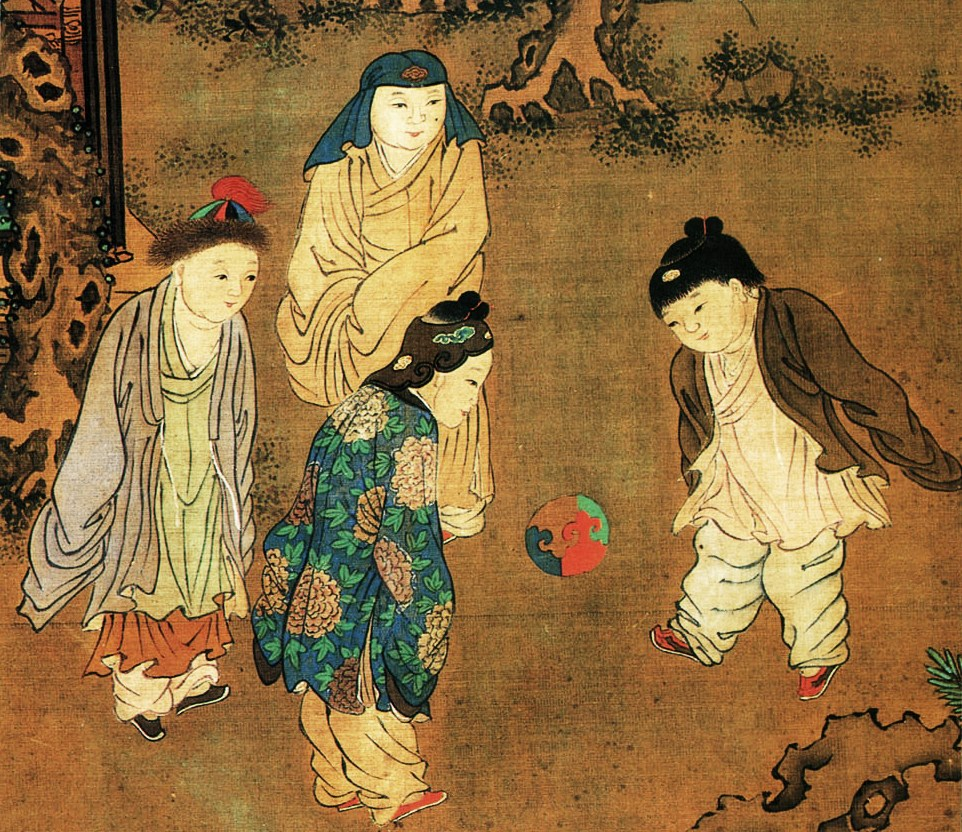
Một bức tranh của nhà họa Song Su Hanchen (khoảng năm 1130–1160), miêu tả trẻ em Trung Quốc đang chơi cuju
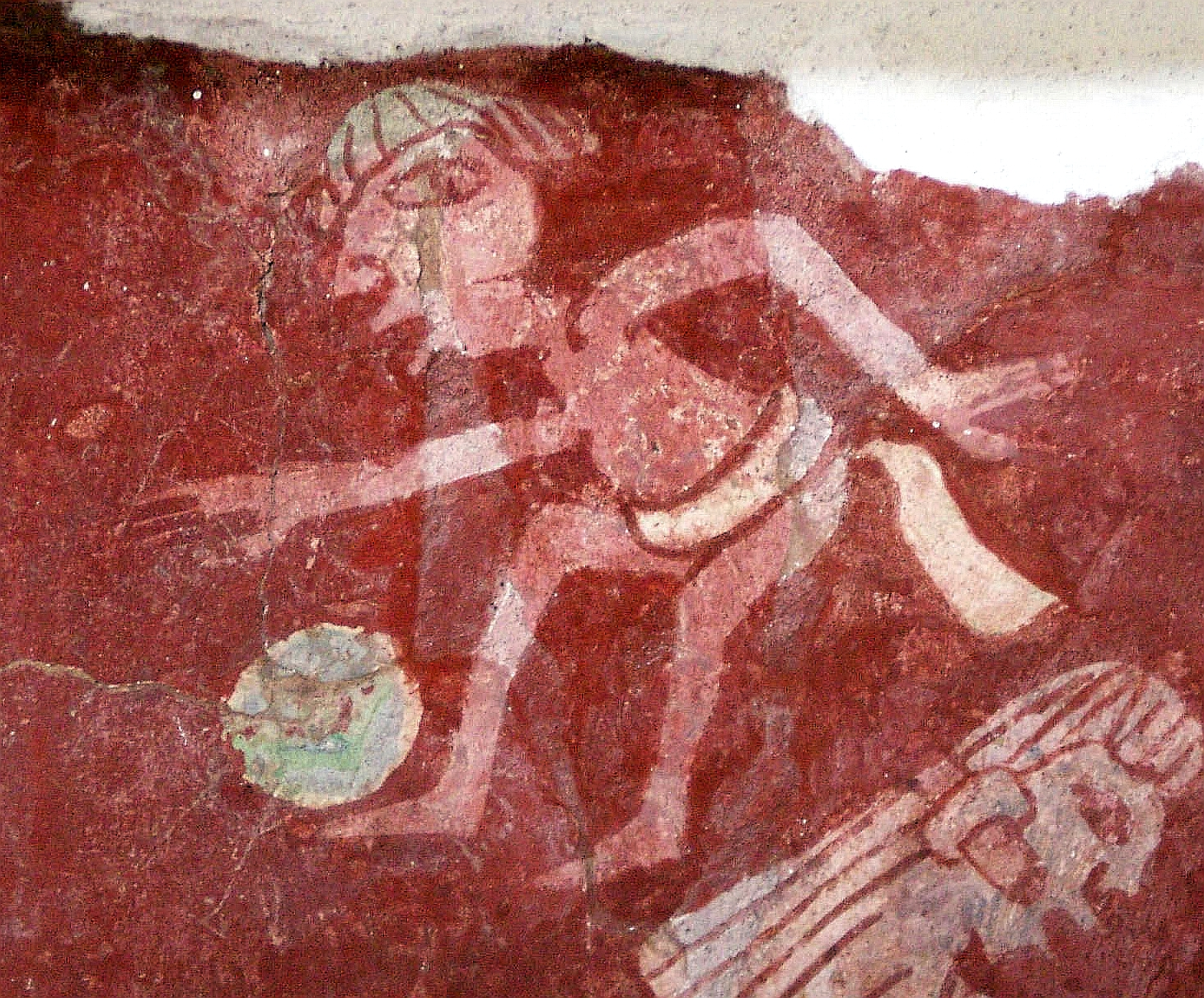
Tranh vẽ một cầu thủ trò chơi bóng Mesoamerican trong các bức tranh Tepantitla ở Teotihuacan
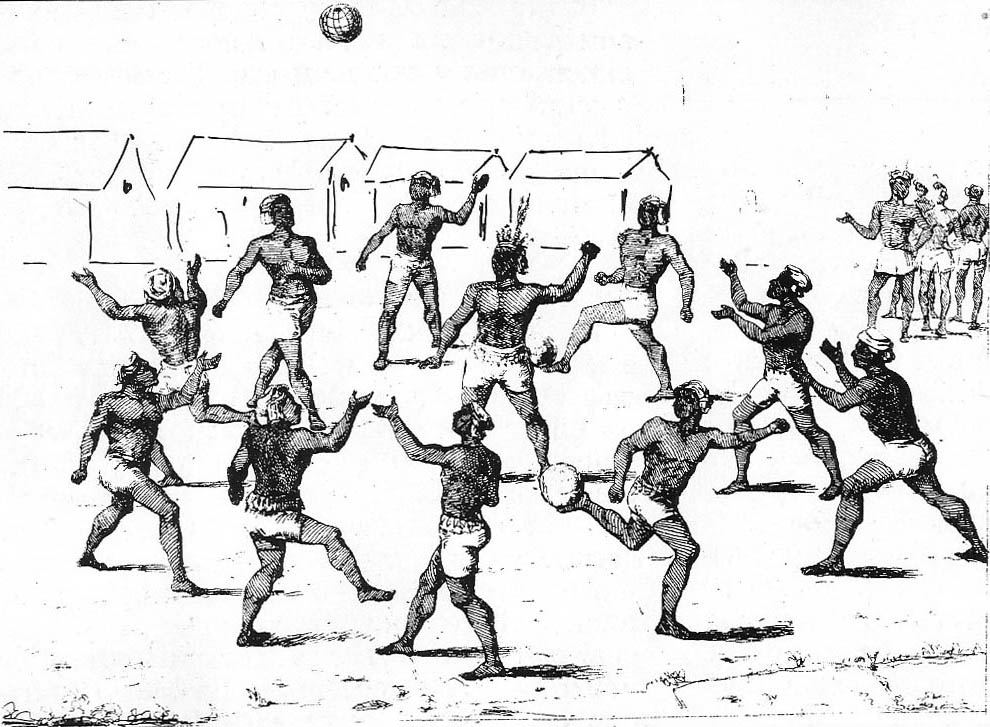
Một nhóm người bản địa chơi một trò chơi bóng ở French Guiana
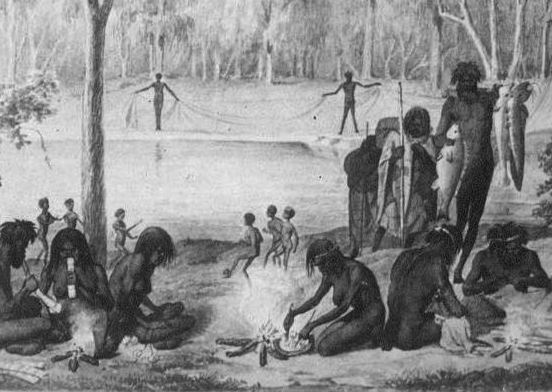
Một hình minh họa từ những năm 1850 về người người bản địa Australia chơi marn grook
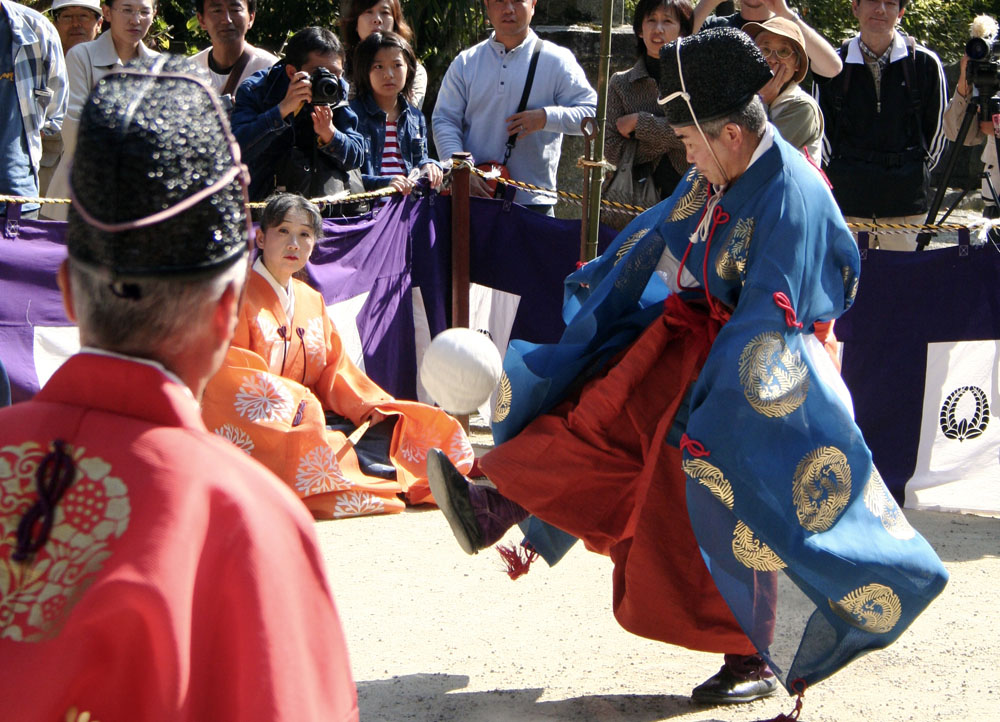
Một phiên bản tái hiện của kemari được chơi tại Tanzan Shrine, Nhật Bản, 2006

### Châu Âu thời trung cổ và đầu kỷ nguyên hiện đại
Thời Trung cổ chứng kiến sự tăng đáng kể về sự phổ biến của các trận đấu bóng đá thường niên Shrovetide football trên toàn Châu Âu, đặc biệt ở Anh. Một tham chiếu sớm đến trò chơi bóng đá được chơi tại Britain xuất hiện trong tác phẩm Historia Brittonum từ thế kỷ thứ 9, được quy cho Nennius, nói về "một nhóm cậu bé ... chơi bóng". Tham chiếu đến trò chơi bóng được chơi ở miền bắc nước Pháp, được gọi là La Soule hoặc Choule, trong đó quả bóng được đẩy bằng tay, chân và gậy, xuất hiện từ thế kỷ thứ 12.

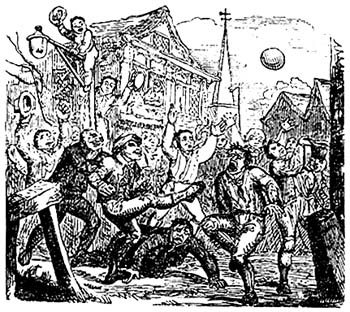
Minh họa của trò chơi bóng đá gọi là "mob football"

Những hình thức sơ khai của bóng đá được chơi ở Anh, thỉnh thoảng được gọi là "mob football", thường diễn ra ở các thị trấn hoặc giữa các làng lân cận, bao gồm một số lượng không giới hạn cầu thủ trên các đội đối địch va chạm đồng loạt, đấu tranh để di chuyển một vật phẩm, chẳng hạn như bó cừu bơm hơi đến các điểm địa lý cụ thể, chẳng hạn như nhà thờ của đối thủ, với trận đấu diễn ra trong không gian mở giữa các xã lân cận. Trò chơi thường được diễn ra trong các lễ hội tôn giáo quan trọng, chẳng hạn như Shrovetide, Giáng sinh hoặc Lễ Phục sinh, và trò chơi Shrovetide đã tồn tại đến thời đại hiện đại ở một số thị trấn ở Anh (xem phần dưới).
Mô tả chi tiết đầu tiên về những gì có thể chắc chắn là trò chơi bóng đá ở Anh được đưa ra bởi William FitzStephen vào khoảng năm 1174-1183. Ông miêu tả hoạt động của các thanh niên London trong lễ hội hàng năm của Shrove Tuesday:
Sau bữa trưa, tất cả các thanh niên trong thành phố ra đồng tham gia trò chơi bóng. Học sinh của mỗi trường đều có bóng riêng của họ; công nhân từ mỗi nghề thủ công trong thành phố cũng mang theo bóng của họ. Các cư dân lớn tuổi, cha mẹ và công dân giàu có đến bằng ngựa để xem người trẻ của họ thi đấu và tái hiện lại tuổi trẻ của họ một cách gián tiếp: bạn có thể thấy cảm xúc trong họ được kích thích khi họ xem trận đấu và tham gia vào niềm vui của những người thanh thiếu niên vô tư.

Hầu hết các tài liệu thời sớm nhất về trò chơi đều chỉ đơn giản là "trò chơi bóng" hoặc "chơi bóng". Điều này củng cố ý tưởng rằng các trò chơi chơi vào thời điểm đó không nhất thiết phải liên quan đến việc đá bóng.
Một tham chiếu sớm đến một trò chơi bóng đá có lẽ xuất phát từ năm 1280 tại Ulgham, Northumberland, Anh: "Henry... trong lúc chơi bóng... va phải David". Bóng đá đã được chơi ở Ireland vào năm 1308, với một tham chiếu chính thức đến John McCrocan, một người xem trận "bóng đá" tại Newcastle, County Down, bị buộc tội vì vô tình đâm vào một cầu thủ tên là William Bernard. Tham chiếu khác đến trò chơi bóng đá xuất hiện vào năm 1321 tại Shouldham, Norfolk, Anh: "[d]uring the game at ball as he kicked the ball, a lay friend of his... ran against him and wounded himself".
Năm 1314, Nicholas de Farndone, Thị trưởng của Thành phố London, ban hành một sắc lệnh cấm bóng đá theo phong cách Pháp mà các tầng lớp thượng lưu Anh sử dụng vào thời điểm đó. Một bản dịch cho thấy: "[v]ì có rất nhiều tiếng ồn trong thành phố do đẩy nhau qua các quả bóng lớn [rageries de grosses pelotes de pee] tại các cánh đồng công cộng, điều này có thể dẫn đến nhiều tác hại mà Chúa không thiêng liêng: chúng tôi truyền lệnh và cấm thay mặt vua, dọa phạt tù tội, từ nay về sau không được sử dụng trò chơi này trong thành phố." Đây là tham chiếu sớm nhất đến bóng đá.
Năm 1363, Vua Edward III của Anh ban hành một thông báo cấm "...bóng ném tay, bóng đá, hoặc khúc côn cầu; chạy đua và đá gà, hoặc những trò chơi vô ích khác", cho thấy rằng "bóng đá" - dù chính xác hình thức như thế nào - đã được phân biệt với những trò chơi liên quan đến các bộ phận khác của cơ thể, chẳng hạn như bóng ném tay.

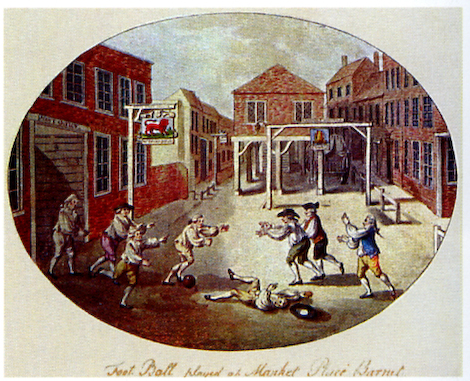
"Bóng đá" tại Pháp, khoảng năm 1750

Một trò chơi được biết đến với tên gọi "bóng đá" đã được chơi ở Scotland từ thế kỷ 15: nó đã bị cấm bởi Đạo luật Bóng đá 1424 và mặc dù luật pháp này không còn sử dụng nhưng nó không được hủy bỏ cho đến năm 1906. Có bằng chứng cho việc học sinh chơi trò chơi bóng đá ở Aberdeen vào năm 1633 (một số nguồn tham chiếu nêu ngày 1636) được coi là một lời ám chỉ sớm đến việc chuyền bóng. Từ "pass" (truyền) trong bản dịch gần đây nhất có nguồn gốc từ "huc percute" (đánh vào đây) và sau đó là "repercute pilam" (đánh lại quả bóng) trong tiếng Latin gốc. Chưa chắc chắn rằng quả bóng được đá giữa các thành viên của cùng một đội. Từ gốc ban đầu dịch là "goal" (bàn thắng) là "metum", có nghĩa đen là "cột ở mỗi đầu đường đua đuốc" trong cuộc đua xe ngựa La Mã. Có một đề cập đến "nắm lấy quả bóng trước khi [người khác] làm" (Praeripe illi pilam si possis agere), cho thấy việc cầm bóng là được phép. Một câu trong bản dịch năm 1930 gốc nói "Hãy lao vào anh ấy" (Age, objice te illi).
Vua Henry IV của Anh cũng đưa ra một trong những sử dụng lưu trữ sớm nhất của từ "bóng đá" trong tiếng Anh, vào năm 1409, khi ông ban hành một thông báo cấm thu tiền cho "foteball".
Cũng có một báo cáo bằng tiếng Latin từ cuối thế kỷ 15 về việc chơi bóng đá ở Caunton, Nottinghamshire. Đây là lời mô tả đầu tiên về một "trò chơi đá bóng" và mô tả đầu tiên về "dribbling": "[t]rò chơi mà họ đã tụ tập để giải trí chung được gọi là trò chơi bóng đá. Đó là một trò chơi trong đó những người trẻ tuổi, trong trò chơi nông thôn, đẩy một quả bóng khổng lồ không phải bằng cách ném lên không trung mà bằng cách đánh và lăn nó dọc theo mặt đất, và không phải bằng tay mà bằng chân... đá theo các hướng đối diện." Nhà sử học cung cấp thông tin về sân bóng đá đầu tiên, xác định rằng: "[các đường] biên đã được đánh dấu và trò chơi đã bắt đầu."

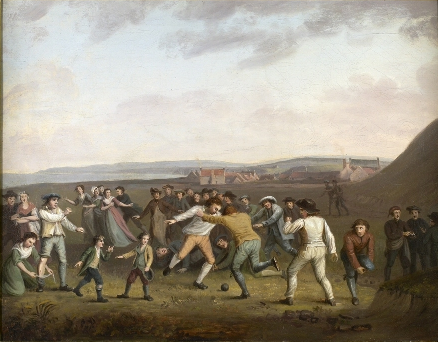
Bức tranh cổ nhất về bóng đá ở Scotland, của Alexander Carse, khoảng năm 1810

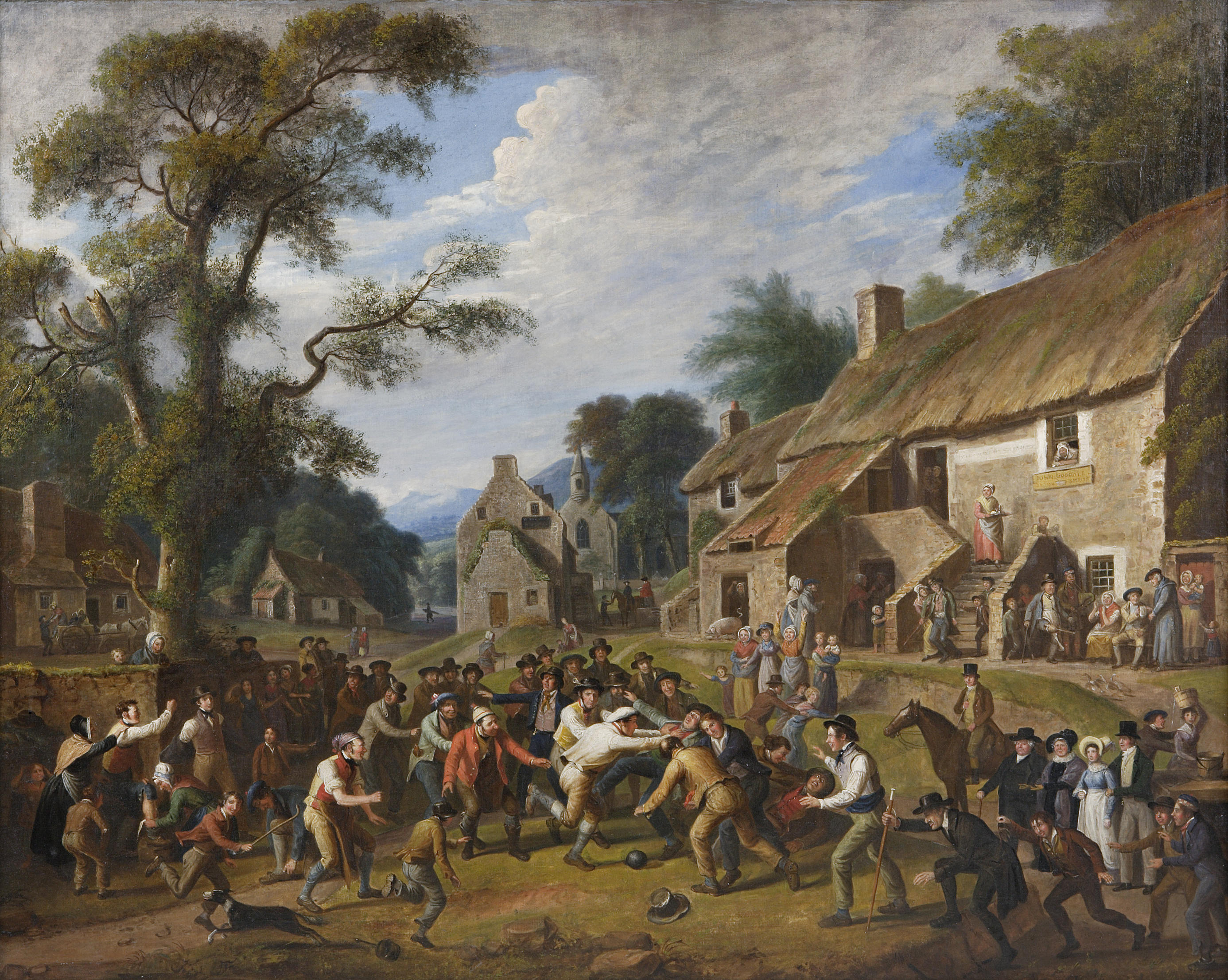
"Bóng đá" ở Scotland, khoảng năm 1830

### Calcio Fiorentino

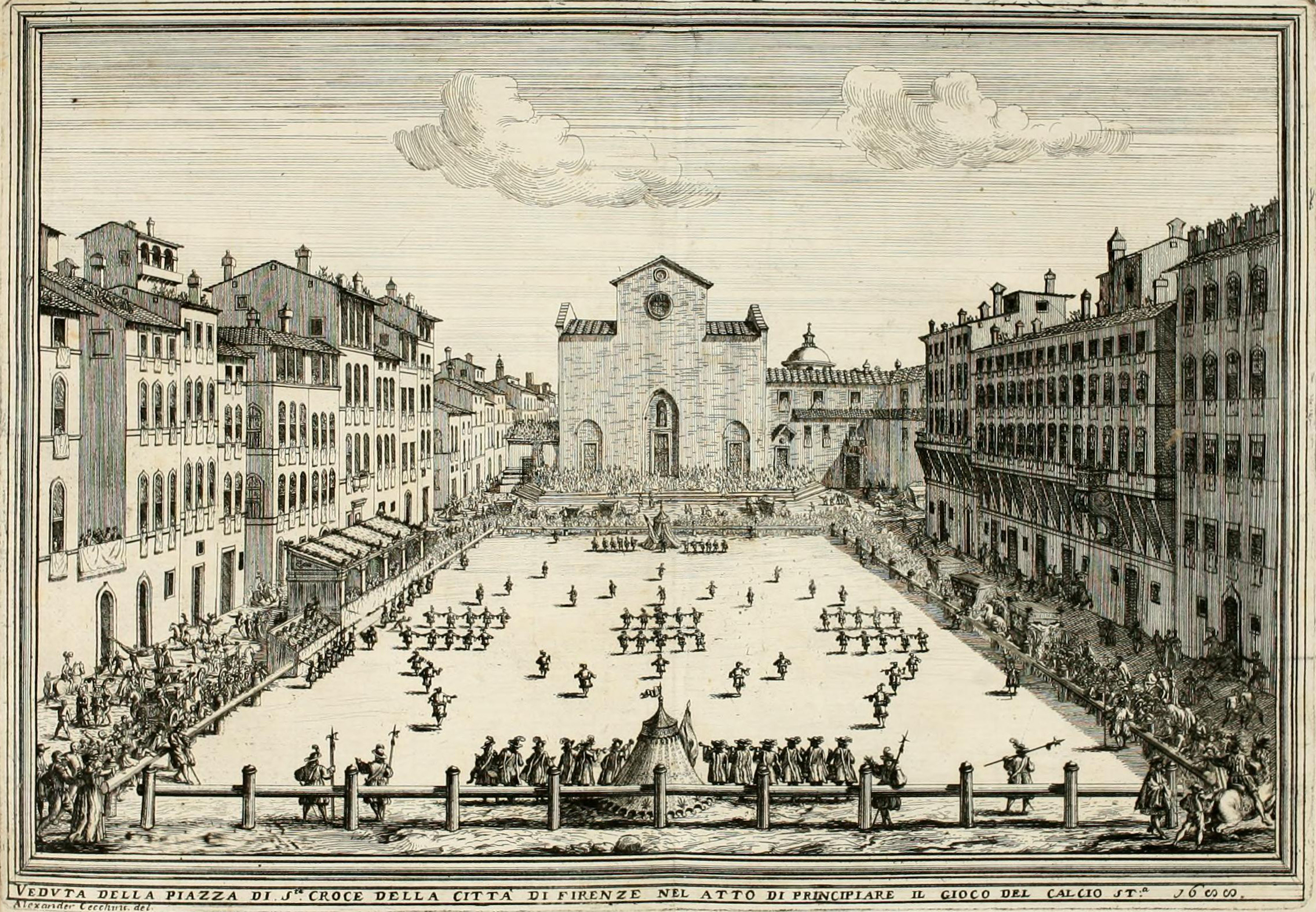
Minh họa về sân Calcio Fiorentino và vị trí khởi đầu, từ cuốn sách năm 1688 của Pietro di Lorenzo Bini

Vào thế kỷ 16, thành phố Florence đã kỷ niệm khoảng thời gian từ Lễ Hiển Linh cho đến Mùa Chay bằng cách chơi một trò chơi ngày nay được biết đến với tên gọi "calcio storico" ("đá bóng lịch sử") tại Piazza Santa Croce. Các quý tộc trẻ của thành phố sẽ mặc trang phục lụa tinh xảo và tham gia vào một hình thức đá bóng bạo lực. Ví dụ, những người chơi calcio có thể đấm, va đập vai và đá đối thủ. Các cú đấm dưới vùng hông cũng được cho phép. Trò chơi được cho là bắt nguồn từ bài tập huấn luyện quân sự. Năm 1580, Count Giovanni de' Bardi di Vernio đã viết Discorso sopra 'l giuoco del Calcio Fiorentino. Đây đôi khi được coi là bộ luật sớm nhất cho bất kỳ trò chơi bóng đá nào. Trò chơi không được tổ chức sau tháng 1 năm 1739 (cho đến khi nó được khôi phục vào tháng 5 năm 1930).

### Sự không tán thành chính thức và các nỗ lực cấm đá bóng
Có nhiều nỗ lực cấm đá bóng, từ thời Trung Cổ cho đến hiện đại. Luật cấm đầu tiên được thông qua tại Anh vào năm 1314; sau đó, chỉ riêng tại Anh đã có hơn 30 luật cấm từ năm 1314 đến 1667.:6 Phụ nữ bị cấm chơi bóng đá tại các sân vận động của Liên đoàn bóng đá Anh và Scotland vào năm 1921, và lệnh cấm này chỉ được bãi bỏ vào những năm 1970. Các nữ cầu thủ bóng đá vẫn đối mặt với những vấn đề tương tự ở một số vùng trên thế giới.
Bóng đá Mỹ cũng đối diện với áp lực để cấm môn thể thao này. Trò chơi được chơi trong thế kỷ 19 giống như bóng đá dân gian phát triển ở Châu Âu cổ đại, bao gồm phiên bản phổ biến trên các khuôn viên trường đại học được gọi là old division football, và một số thành phố đã cấm trò chơi này vào giữa thế kỷ 19. Đến thế kỷ 20, trò chơi đã tiến hóa thành một trò chơi kiểu bóng bầu dục hơn. Năm 1905, đã có những cuộc kêu gọi cấm đá bóng Mỹ ở Hoa Kỳ do tính bạo lực của nó; một cuộc họp năm đó được tổ chức bởi Tổng thống Hoa Kỳ Theodore Roosevelt đã dẫn đến những thay đổi quy định toàn diện khiến trò chơi khác biệt đáng kể so với nguồn gốc bóng bầu dục của nó, trở nên giống hơn với cách chơi bóng đá như ngày nay.

## Thành lập các luật bóng đá hiện đại

### Trường công lập Anh
Trong khi bóng đá tiếp tục được chơi dưới nhiều hình thức khác nhau trên khắp nước Anh, các trường công lập Anh (tương đương với trường tư tại các quốc gia khác) được cho là đã đóng góp vào việc tạo ra các luật bóng đá hiện đại thông qua bốn thành tựu quan trọng. Đầu tiên, bằng chứng cho thấy họ đã có vai trò quan trọng trong việc biến bóng đá từ hình thức "bọn đám đông" trở thành một môn thể thao đội hình có tổ chức. Thứ hai, nhiều mô tả sơ bộ về bóng đá và nhắc đến nó được ghi chép bởi những người đã học tại những trường này. Thứ ba, chính giáo viên, học sinh và cựu học sinh của các trường này đã đầu tiên hệ thống hóa các trò chơi bóng đá, để cho phép các trận đấu được tổ chức giữa các trường. Cuối cùng, chính tại các trường công lập Anh mà sự phân chia giữa trò chơi "đá" và trò chơi "chạy" (hoặc "mang") lần đầu trở nên rõ ràng.
Bằng chứng sớm nhất về việc các trò chơi giống bóng đá được chơi tại các trường công lập Anh - chủ yếu được học sinh nam từ tầng lớp thượng lưu, trung lưu thượng và tầng lớp chuyên nghiệp tham gia - xuất phát từ tác phẩm Vulgaria của William Herman vào năm 1519. Herman từng là hiệu trưởng của các trường Eton và Winchester và sách giáo trình tiếng Latin của ông bao gồm một bài tập dịch với cụm từ "Chúng ta sẽ chơi với một quả bóng đầy gió".
Richard Mulcaster, một học sinh của Trường Eton vào đầu thế kỷ 16 và sau này là hiệu trưởng của các trường Anh khác, đã được miêu tả là "người ủng hộ bóng đá thế kỷ 16 tuyệt vời nhất". Trong số những đóng góp của ông là bằng chứng sớm nhất về bóng đá đội hình có tổ chức. Những bài viết của Mulcaster đề cập đến các đội ("phía" và "đảng"), vị trí ("thứ hạng"), một trọng tài ("người xử sự giữa các phía") và một huấn luyện viên "(huấn luyện viên)".
Vào năm 1633, David Wedderburn, một giáo viên từ Aberdeen, đã đề cập đến các yếu tố của trò chơi bóng đá hiện đại trong một sách giáo trình ngắn bằng tiếng Latin có tên Vocabula. Wedderburn đề cập đến điều được dịch sang tiếng Anh hiện đại là "bảo vệ khung thành" và gợi ý về việc chuyền bóng ("đá nó ở đây"). Có một tham khảo đến việc "nắm lấy bóng", cho thấy có phần nào đó cho phép sử dụng tay. Rõ ràng rằng các pha đá bóng cho phép bao gồm việc tấn công và giữ đối thủ ("đẩy người đó lại").
Mô tả chi tiết hơn về bóng đá được đưa ra trong cuốn sách Book of Games của Francis Willughby, được viết vào khoảng năm 1660. Willughby, người đã học tại Trường Bishop Vesey's Grammar, Sutton Coldfield, là người đầu tiên miêu tả về khung thành và một sân chơi riêng biệt: "một khu vực kín có một cửa ở hai đầu. Các cửa được gọi là Khung thành." Cuốn sách của ông bao gồm một sơ đồ minh họa sân bóng đá. Ông cũng đề cập đến chiến thuật ("để lại một số cầu thủ giỏi nhất để bảo vệ khung thành"); ghi điểm ("người có thể đá bóng qua khung thành đối thủ trước sẽ thắng") và cách các đội được lựa chọn ("các cầu thủ được chia đều dựa trên sức mạnh và nhanh nhẹn của họ"). Ông là người đầu tiên miêu tả một "luật" của bóng đá: "họ không được đá [chân đối thủ] cao hơn quả bóng".
Các trường công lập Anh là những người đầu tiên đã lập luật cho các trò chơi bóng đá. Đặc biệt, họ đã phát triển các quy tắc đầu tiên về việt vị, vào cuối thế kỷ 18. Trong những biểu hiện sớm nhất của các quy tắc này, cầu thủ được coi là "việt vị" nếu họ đứng đứng giữa bóng và khung thành là mục tiêu của họ. Cầu thủ không được phép chuyền bóng về phía trước, bằng chân hoặc bằng tay. Họ chỉ được tiến bóng bằng chân, hoặc tiến bóng trong một scrum hoặc tình huống tương tự. Tuy nhiên, các luật việt vị bắt đầu chia rẽ và phát triển khác nhau ở mỗi trường, như được thể hiện bởi luật bóng đá của các trường Winchester, Rugby, Harrow và Cheltenham, trong khoảng thời gian từ năm 1810 đến 1850. Các bộ luật đầu tiên được biết đến - trong nghĩa của một tập hợp các quy tắc - là những bộ luật của Eton năm 1815 và Aldenham năm 1825.
Trong thế kỷ 19 đầu, hầu hết người lao động tầng lớp công nhân tại Anh phải làm việc sáu ngày một tuần, thường là hơn mười hai giờ mỗi ngày. Họ không có thời gian cũng như động lực tham gia vào thể thao để giải trí và, vào thời điểm đó, nhiều đứa trẻ tham gia lực lượng lao động. Trò chơi bóng đá trên đường phố trong các ngày lễ đang giảm dần. Các cậu bé học trường công lập, những người được thảnh thơi khỏi công việc, trở thành những người phát minh ra các trò chơi bóng đá có quy tắc chính thức.
Bóng đá được các trường công lập áp dụng như một cách khuyến khích tính cạnh tranh và duy trì tình thể chất cho tuổi trẻ. Mỗi trường tự soạn các quy tắc riêng của mình, các quy tắc này khác nhau rộng rãi giữa các trường khác nhau và đã thay đổi theo thời gian với mỗi đợt học sinh mới. Hai trường phái về quy tắc đã phát triển. Một số trường ưa thích một trò chơi mà bóng có thể được tiếp bóng (như ở Rugby, Marlborough và Cheltenham), trong khi những người khác thích một trò chơi thúc đẩy việc đá và kiểm soát bóng (như ở Eton, Harrow, Westminster và Charterhouse). Sự phân chia thành hai trại này một phần là kết quả của các tình huống mà các trò chơi được chơi trong đó. Ví dụ, Charterhouse và Westminster tại thời điểm đó có không gian chơi hạn chế; các cậu bé bị giới hạn trong việc chơi trò chơi bóng của họ trong cloisters của trường, làm cho họ khó có thể thực hiện các trò chơi chạy lướt vụng và va chạm.

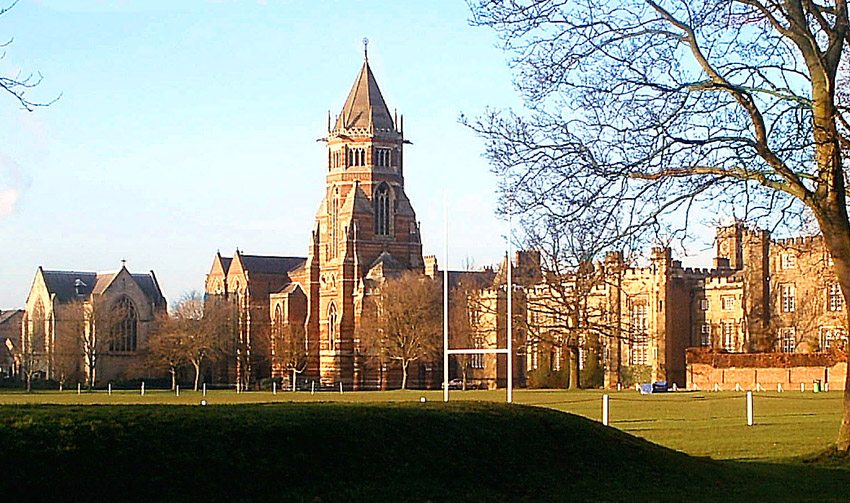
Tuy Trường Rugby (ảnh) trở nên nổi tiếng vì phiên bản bóng bầu dục đã được phát minh tại đó vào năm 1823, hầu hết các nhà sử học thể thao từ chối phiên bản này vì cho rằng đó là huyền thoại.

William Webb Ellis, một học sinh tại Trường Rugby, được cho là đã "với một sự coi thường đẹp đẽ đối với luật chơi bóng đá, như được chơi vào thời điểm của mình [đặt mức độ quan trọng], lần đầu tiên ông đã đưa bóng vào tay và chạy với nó, từ đó tạo ra đặc điểm độc đáo của trò chơi bóng bầu dục." vào năm 1823. Hành động này thường được cho là sự bắt đầu của Bóng bầu dục, nhưng có ít chứng cứ cho rằng nó đã xảy ra, và hầu hết các nhà sử học thể thao tin rằng câu chuyện này là huyền thoại. Hành động 'đưa bóng vào tay' thường bị hiểu sai là 'nhặt bóng lên' vì nó rộng rãi được cho là 'tội' của Webb Ellis là sự xử lý bóng, như trong bóng đá hiện đại, tuy nhiên việc xử lý bóng vào thời điểm đó thường được phép và trong một số trường hợp là bắt buộc, Quy tắc mà Webb Ellis đã bất chấp là chạy với bóng về phía trước vì quy tắc của thời đại ông chỉ cho phép một cầu thủ rút lại hoặc đá bóng về phía trước.
Sự bùng nổ về giao thông đường sắt ở Anh trong những năm 1840 có nghĩa là mọi người có thể đi du lịch xa hơn và không bất tiện như bao giờ trước đây. Các cuộc thi thể thao giữa các trường trở nên khả thi. Tuy nhiên, việc các trường chơi bóng đá với nhau khó khăn, vì mỗi trường chơi theo quy tắc riêng của mình. Giải pháp cho vấn đề này thường là trận đấu được chia thành hai hiệp, một hiệp theo quy tắc của trường chủ nhà "home", và một hiệp khác theo quy tắc của trường khách "away".
Quy tắc hiện đại của nhiều môn thể thao bóng đã được định hình vào giữa hoặc cuối thế kỷ 19. Điều này cũng áp dụng cho các môn thể thao khác như bơi cỏ, quần vợt cỏ, v.v. Động lực lớn cho việc này là việc cấp bằng sáng chế cho máy cắt cỏ đầu tiên trên thế giới vào năm 1830. Điều này cho phép chuẩn bị sân bóng hiện đại, sân chơi, sân bóng, sân cỏ, v.v.
Ngoại trừ bóng bầu dục Rugby, các quy tắc của các trường công lập hầu như không được chơi ngoài sân chơi của từng trường. Tuy nhiên, nhiều trong số chúng vẫn được chơi tại các trường đã tạo ra chúng (xem Surviving UK school games phía dưới).

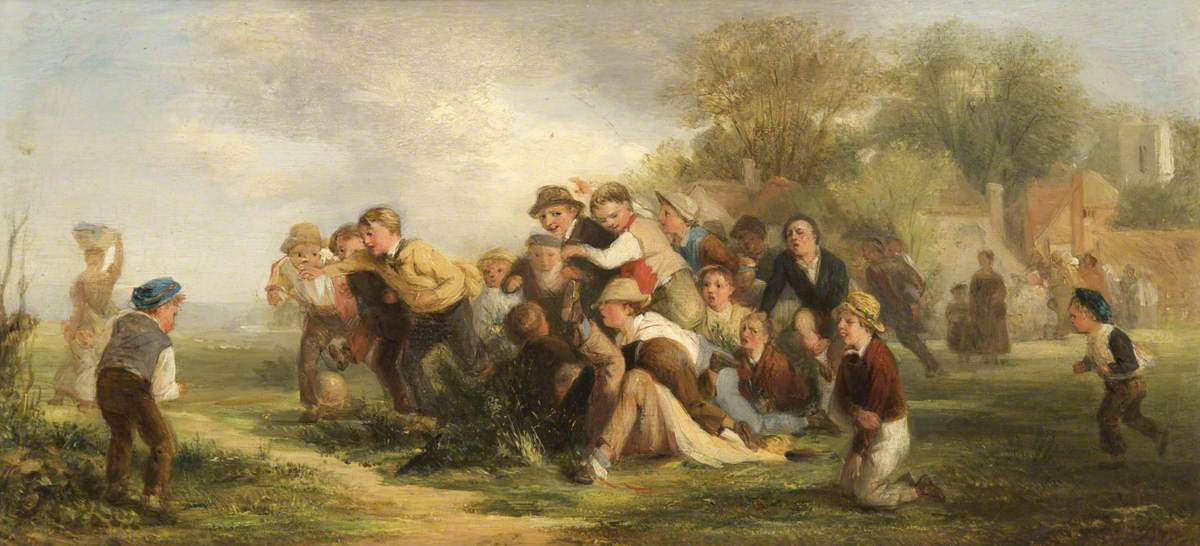
Trận đấu bóng đá (1839) của họa sĩ Anh Thomas Webster

Sự ảnh hưởng của các trường công lập trong các môn thể thao tại Vương quốc Anh đã bắt đầu suy yếu sau Luật Nhà máy năm 1850, đã tăng thời gian giải trí cho các em nhỏ tầng lớp lao động. Trước năm 1850, nhiều em nhỏ Anh phải làm việc sáu ngày một tuần, hơn mười hai giờ một ngày. Từ năm 1850, họ không thể làm việc trước 6 giờ sáng (7 giờ sáng vào mùa đông) hoặc sau 6 giờ tối vào các ngày trong tuần (7 giờ tối vào mùa đông); vào thứ Bảy, họ phải dừng làm việc lúc 2 giờ chiều. Những thay đổi này có nghĩa là các em nhỏ tầng lớp lao động có thêm thời gian chơi các trò chơi, bao gồm các hình thức khác nhau của bóng đá.

#### Câu lạc bộ
Câu lạc bộ thể thao chuyên chơi bóng đá bắt đầu xuất hiện vào thế kỷ 18, ví dụ như Hội thể dục thể thao London, được thành lập vào giữa thế kỷ 18 và ngừng chơi các trận đấu vào năm 1796.
Câu lạc bộ đầu tiên được ghi chép với tiêu đề liên quan đến "câu lạc bộ bóng đá" có tên là "The Foot-Ball Club" có trụ sở tại Edinburgh, Scotland, trong thời gian 1824-1841. Câu lạc bộ này cấm đánh ngã nhưng cho phép đẩy và giữ và cầm bóng.
Vào năm 1845, ba cậu bé tại trường Rugby đã được giao nhiệm vụ xây dựng quy tắc đang được sử dụng tại trường. Đây là bộ quy tắc đầu tiên (hoặc mã lệnh) viết ra cho bất kỳ hình thức bóng đá nào. Điều này đã giúp lan rộng trò chơi bóng bầu dục.
Những trận đấu đầu tiên được biết đến liên quan đến các câu lạc bộ hoặc tổ chức không phải trường công lập như sau:
- 13 tháng 2 năm 1856: Trường Charterhouse vs. Bệnh viện St Bartholemew.[60]
- 7 tháng 11 năm 1856: Trường Trung học Bedford vs. Các quý ông thành phố Bedford.[61]
- 13 tháng 12 năm 1856: Trường quân sự Sunbury vs. Các quý ông Littleton.[62]
- Tháng 12 năm 1857: Trường Đại học Edinburgh vs. Câu lạc bộ Academical Edinburgh.[63]
- 24 tháng 11 năm 1858: Trường Westminster vs. Câu lạc bộ Dingley Dell.[64]
- 12 tháng 5 năm 1859: Trường Tavistock vs. Trường Princetown.[65]
- 5 tháng 11 năm 1859: Trường Eton vs. Đại học Oxford.[66]
- 22 tháng 2 năm 1860: Trường Charterhouse vs. Câu lạc bộ Dingley Dell.[67]
- 21 tháng 7 năm 1860: Melbourne vs. Richmond.[68]
- 17 tháng 12 năm 1860: 58th Regiment vs. Sheffield.[69]
- 26 tháng 12 năm 1860: Sheffield vs. Hallam.[70]

#### Cuộc thi
Một trong những trận đấu bóng đá lâu đời nhất là Cordner-Eggleston Cup, diễn ra giữa Melbourne Grammar School và Scotch College, Melbourne hàng năm kể từ năm 1858. Nhiều người tin rằng đây cũng là trận đấu đầu tiên của bóng đá quyền Anh Úc, tuy nhiên nó đã được chơi dưới luật chơi thử nghiệm trong năm đầu tiên. Giải đấu bóng đá đầu tiên là Caledonian Challenge Cup, được tặng bởi Hội Caledonian Hoàng gia của Melbourne, được tổ chức vào năm 1861 theo các quy tắc Melbourne Rules. Giải bóng đá cổ nhất là một cuộc thi bóng đá rugby, là United Hospitals Challenge Cup (1874), trong khi chiếc cúp rugby cổ nhất là Yorkshire Cup, được tranh tài từ năm 1878. Hiệp hội Bóng đá Nam Úc (30 tháng 4 năm 1877) là cuộc thi bóng đá quyền Anh Úc lâu đời nhất còn tồn tại. Cúp bóng đá quốc gia cổ nhất còn tồn tại là Youdan Cup (1867) và cuộc thi bóng đá quốc gia cổ nhất là Cúp FA Anh (1871). Hiệp hội Bóng đá (1888) được công nhận là giải đấu bóng đá đoàn thể lâu đời nhất. Trận đấu bóng đá quốc tế đầu tiên giữa các đội tuyển đại diện cho Anh và Scotland đã diễn ra vào ngày 5 tháng 3 năm 1870 tại sân The Oval dưới sự kiểm soát của FA. Trận đấu bóng bầu dục quốc tế đầu tiên diễn ra vào năm 1871.

#### Các loại bóng hiện đại

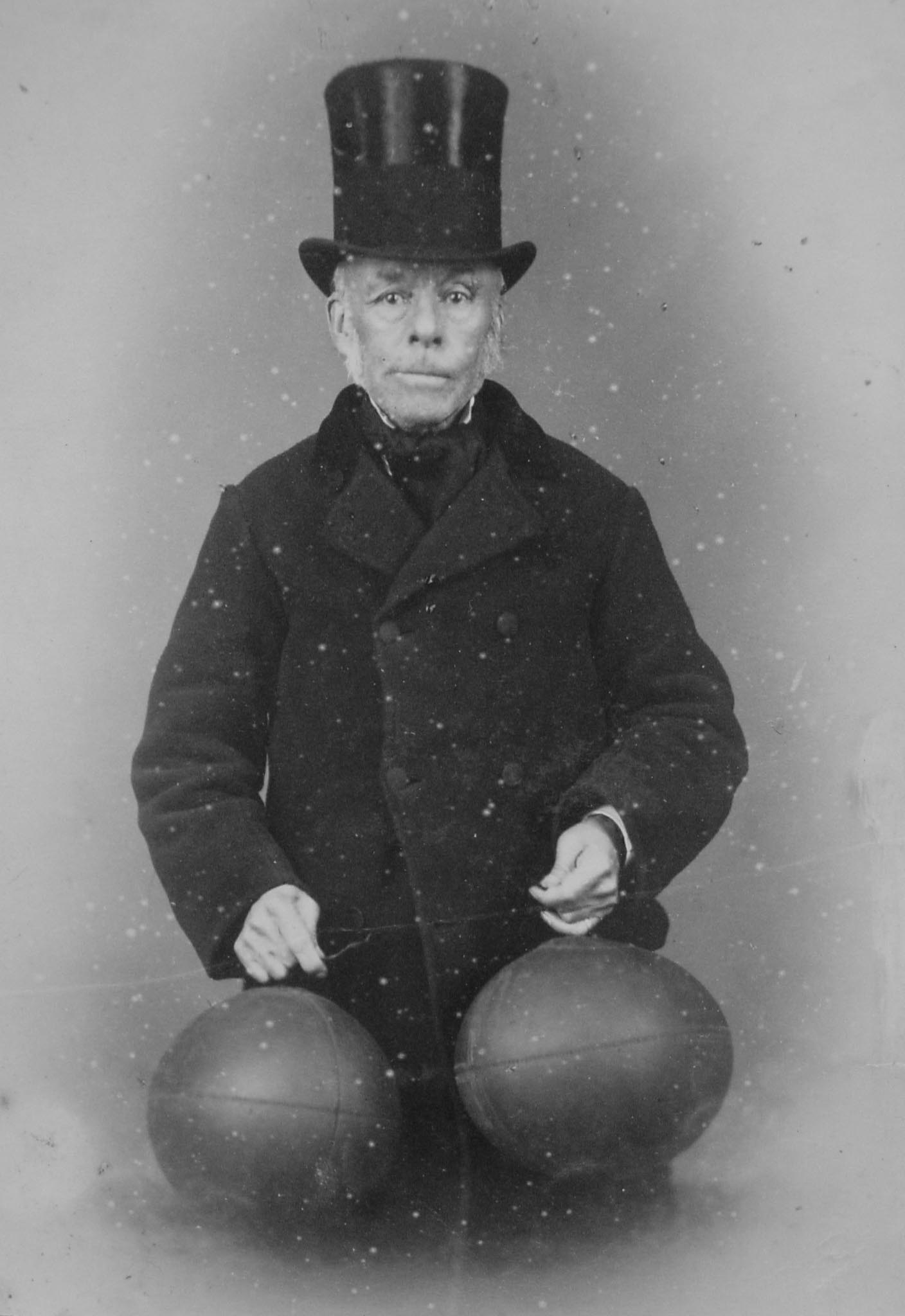
Richard Lindon (ảnh chụp năm 1880) được cho là đã phát minh ra những quả bóng đá đầu tiên có túi bóng cao su.

Ở châu Âu, những quả bóng đá ban đầu được làm từ túi tiểu bàng quang động vật, cụ thể là bàng quang của con lợn, và được bơm hơi để phồng lên. Sau đó, bọc da được giới thiệu để cho phép các quả bóng giữ được hình dạng của chúng. Tuy nhiên, vào năm 1851, Richard Lindon và William Gilbert, cả hai đều là thợ làm giày từ thị trấn Rugby (gần trường học), đã trưng bày cả quả bóng tròn và hình bầu dục tại Triển lãm Vĩ đại ở Luân Đôn. Người ta nói rằng vợ của Richard Lindon đã chết vì bệnh phổi do thổi bàng quang tiểu tiện của lợn. Lindon cũng đã đoạt huy chương cho việc phát minh "Túi bóng cao su có thể thổi hơi" và "Bơm tay đồng thau".
Vào năm 1855, nhà phát minh người Mỹ Charles Goodyear - người đã đăng ký bằng sáng chế cao su vulcan hóa - đã trưng bày một quả bóng đá hình cầu, với bề mặt là các tấm cao su vulcan hóa, tại Triển lãm Universelle tại Paris. Quả bóng này đã trở nên phổ biến trong các hình thức đầu tiên của bóng đá tại Hoa Kỳ.
Quả bóng biểu tượng với mẫu hình đều nhau của các hình lục giác và ngũ giác (xem hình đa diện cắt góc), không trở nên phổ biến cho đến những năm 1960 và lần đầu tiên được sử dụng tại World Cup 1970.

#### Chiến thuật chuyền bóng hiện đại
Lần đề cập sớm nhất đến trò chơi bóng đá liên quan đến việc các cầu thủ chuyền bóng và cố gắng ghi bàn qua thủ môn được viết vào năm 1633 bởi David Wedderburn, một nhà thơ và giáo viên ở Aberdeen, Scotland. Tuy nhiên, văn bản gốc không nêu rõ liệu việc chuyền bóng như 'đá bóng lại' ('repercute pilam') đã được thực hiện theo hướng tiến hoặc lùi hoặc giữa các thành viên của cùng hai đội đối địch (như thường thấy vào thời điểm này).
Bóng đá "khoa học" lần đầu tiên được ghi nhận vào năm 1839 tại Lancashire và trong trò chơi hiện đại của bóng bầu dục từ năm 1862 và từ Sheffield FC ngay từ năm 1865. Đội bóng đầu tiên chơi một trò chơi kết hợp chuyền bóng là Royal Engineers AFC vào mùa giải 1869/70. Vào năm 1869, họ đã "chơi tốt cùng nhau", "ủng hộ lẫn nhau" và hưởng lợi từ "sự hợp tác". Đến năm 1870, các Kỹ sư đã chuyền bóng: "Thiếu tá Creswell, người đã đưa bóng lên bên cạnh sau đó đá nó vào giữa để một thành viên khác của đội anh, người đá nó qua cột đồng hồ vào phút cuối cùng trước khi kết thúc trận đấu". Chuyền bóng đã trở thành đặc điểm thường xuyên của phong cách của họ. Vào đầu năm 1872, các Kỹ sư là đội bóng đầu tiên nổi tiếng với "cách chơi tuyệt vời cùng nhau". Một đường chuyền kép được báo cáo đầu tiên từ trường Derby trong trận đấu với Nottingham Forest vào tháng 3 năm 1872, trong đó đường chuyền đầu tiên không thể bác bỏ là một đường chuyền "ngắn": "Ông Absey đi bóng một nửa chiều dài của sân, chuyền bóng cho Wallis, người đã đá nó một cách khéo léo phía trước khung thành, gửi nó cho đội trưởng, người đá nó ngay lập tức vào giữa hai cột đồng hồ của Nottingham". Đội bóng đầu tiên hoàn thiện hình thức hiện đại là Cambridge University AFC; họ cũng giới thiệu hình thức 2–3–5 "hình kim cương".

### Bóng bầu dục Rugby

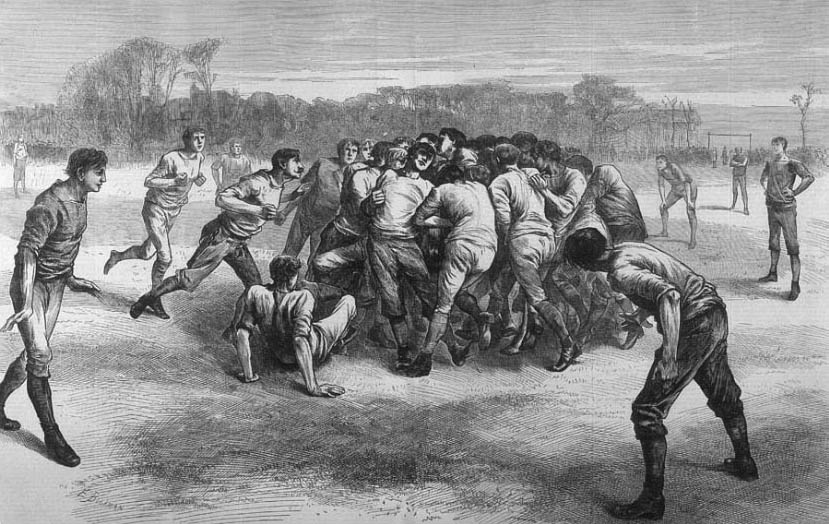
The Last Scrimmage của Edwin Buckman, miêu tả một pha va chạm trong môn bóng bầu dục năm 1871

Bóng bầu dục Rugby được cho là bắt đầu vào khoảng năm 1845 tại Trường Rugby ở Rugby, Warwickshire, Anh Quốc, mặc dù các hình thức bóng đá mà trong đó bóng được ném và mang đã xuất hiện từ thời Trung Cổ. Ở Vương quốc Liên hiệp Anh và Ireland, đến năm 1870, đã có 49 câu lạc bộ chơi các biến thể của trò chơi của Trường Rugby. Cũng đã có các câu lạc bộ "bóng bầu dục" ở Ireland, Úc, Canada và New Zealand. Tuy nhiên, cho đến năm 1871, chưa có tập hợp quy tắc được chấp nhận rộng rãi cho bóng bầu dục cho đến khi 21 câu lạc bộ từ London hợp nhất để thành lập Hội đồng Bóng bầu dục Rugby (RFU). Quy tắc chính thức đầu tiên của RFU được thông qua vào tháng 6 năm 1871. Những quy tắc này cho phép ném bóng. Họ cũng bao gồm "try", trong đó việc chạm bóng qua vạch cho phép một nỗ lực vào khung thành, tuy nhiên các cú sút xa từ đánh đầu và chơi tổng quát, cùng với chuyển đổi phạt vẫn là hình thức chính của cuộc thi. Bất kể bất kỳ hình thức bóng đá nào, trận đấu quốc tế đầu tiên giữa đội tuyển quốc gia của Anh và Scotland đã diễn ra tại Raeburn Place vào ngày 27 tháng 3 năm 1871.
Bóng bầu dục Rugby chia thành Rugby union, Rugby league, Bóng bầu dục Mỹ, và Bóng bầu dục Canada. Tom Wills đã chơi bóng bầu dục Rugby ở Anh trước khi sáng lập Bóng bầu dục Úc.

### Quy tắc Cambridge
Trong thế kỷ XIX, một số bộ quy tắc bóng đá đã được tạo ra tại Đại học Cambridge, để cho phép các sinh viên từ các trường công lập khác nhau có thể thi đấu với nhau. Quy tắc Cambridge năm 1863 đã ảnh hưởng đến quyết định của Liên đoàn Bóng đá cấm việc mang bóng theo kiểu Rugby trong tập luật đầu tiên của nó.

### Quy tắc Sheffield
Đến cuối những năm 1850, nhiều câu lạc bộ bóng đá đã được hình thành khắp thế giới nói tiếng Anh, để chơi các kiểu bóng đá khác nhau. Câu lạc bộ bóng đá Sheffield, được thành lập năm 1857 tại thành phố Sheffield của Anh bởi Nathaniel Creswick và William Prest, sau này được công nhận là câu lạc bộ cổ nhất trên thế giới chơi bóng đá liên đoàn.
Tuy nhiên, ban đầu câu lạc bộ đã chơi theo quy tắc bóng đá riêng của mình: quy tắc Sheffield. Quy tắc này hoàn toàn độc lập với quy tắc của trường công lập, với sự khác biệt quan trọng nhất là việc thiếu quy tắc việt vị.
Quy tắc này đã đưa ra nhiều đổi mới sau này đã lan truyền đến bóng đá liên đoàn. Điều này bao gồm các quả đá phạt, phạt góc, bóng tay, ném biên và thanh ngang gôn. Đến những năm 1870, quy tắc này trở thành quy tắc ưu tiên ở miền Bắc và Trung tây nước Anh. Vào thời điểm này, một loạt thay đổi quy tắc từ cả London và Sheffield FAs dần mòn sự khác biệt giữa hai trò chơi cho đến khi thống nhất quy tắc chung vào năm 1877.

## Bóng đá kiểu Úc

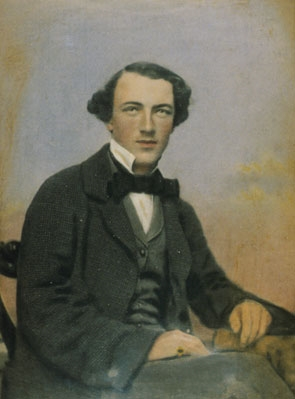
Tom Wills, nhân vật quan trọng trong việc tạo ra bóng đá kiểu Úc

Có bằng chứng lưu trữ về các trò chơi "bóng" được chơi ở nhiều vùng khác nhau của Úc trong suốt nửa đầu của thế kỷ 19. Nguyên gốc của một trò chơi bóng đá có tổ chức ngày nay được gọi là bóng đá kiểu Úc có thể được truy tìm về năm 1858 tại Melbourne, thủ đô của Victoria.
Vào tháng 7 năm 1858, Tom Wills, một người Úc gốc và từng được học ở Trường Rugby ở Anh, viết một lá thư tới Bell's Life in Victoria & Sporting Chronicle, kêu gọi thành lập một "câu lạc bộ bóng đá" với "một bộ quy luật" để duy trì tình thần luyện tập của người chơi bóng cricket trong mùa đông. Điều này được xem là một khoảnh khắc quan trọng trong quá trình tạo ra bóng đá kiểu Úc. Thông qua việc quảng bá và liên hệ cá nhân, Wills đã thể hiện khả năng tổ chức các trận đấu bóng đá tại Melbourne với các quy luật thử nghiệm khác nhau, trong đó trận đấu đầu tiên được chơi vào ngày 31 tháng 7 năm 1858. Một tuần sau đó, Wills làm trọng tài cho một trận đấu bóng đá giữa Trường Melbourne Grammar và Trường Scotch College. Sau những trận đấu này, bóng đá đã nhanh chóng trở nên phổ biến tại Melbourne.

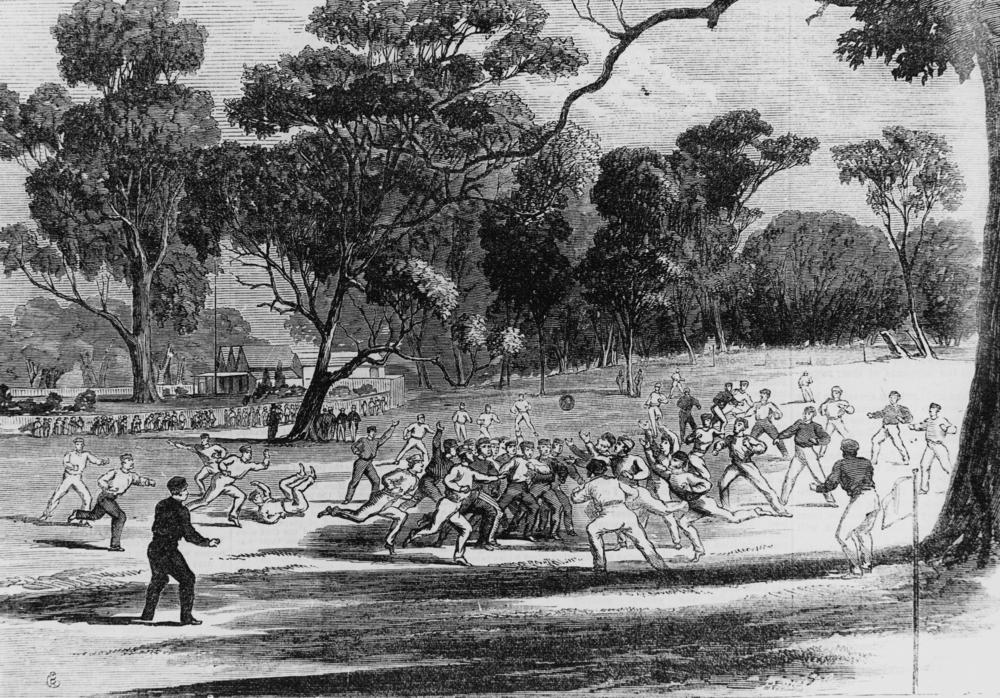
Trận đấu bóng đá kiểu Úc tại Công viên Richmond, Melbourne, 1866

Wills và những người tham gia vào những trận đấu đầu tiên đã thành lập Câu lạc bộ bóng đá Melbourne (câu lạc bộ bóng đá kiểu Úc còn sống cổ nhất) vào ngày 14 tháng 5 năm 1859. Các thành viên của câu lạc bộ, bao gồm Wills, William Hammersley, J. B. Thompson và Thomas H. Smith đã họp với ý định tạo ra một bộ quy luật sẽ được áp dụng rộng rãi bởi các câu lạc bộ khác. Ban điều hành đã thảo luận về các quy luật được sử dụng trong các trò chơi ở trường công lập Anh; Wills thúc đẩy các quy luật bóng đá rugby mà anh học trong thời gian học trường. Quy tắc đầu tiên có điểm tương đồng với các trò chơi này và đã được tạo ra để phù hợp với điều kiện Úc. H. C. A. Harrison, một nhân vật quan trọng trong bóng đá kiểu Úc, nhớ lại rằng người anh họ Wills của ông muốn "một trò chơi của riêng chúng ta". Quy tắc này khác biệt trong việc ưu tiên về việc nhận bóng, đá phạt, tackling, việc không có quy tắc việt vị và cầu thủ bị phạt đặc biệt khi ném bóng.
Các quy tắc bóng đá Melbourne được phổ biến rộng rãi và dần được các câu lạc bộ ở Victoria khác chấp nhận. Quy tắc đã được cập nhật nhiều lần trong thập kỷ 1860 để điều chỉnh cho phù hợp với quy tắc của các câu lạc bộ bóng đá ảnh hưởng khác ở Victoria. Một phiên bản lại quan trọng vào năm 1866 bởi ban điều hành của H. C. A. Harrison đã điều chỉnh theo quy tắc của Câu lạc bộ bóng đá Geelong, làm cho trò chơi lúc ấy được gọi là "Quy tắc Victoria" ngày càng khác biệt so với các mã quy tắc khác. Nó nhanh chóng áp dụng các sân sân cricket và bóng hình oval, sử dụng cột ghi bàn và cột ghi điểm riêng biệt, và có tính năng nhảy bóng khi chạy và chụp bóng cao đẹp mắt. Trò chơi nhanh chóng lan rộng đến các thành phố thuộc các thuộc địa Úc. Bên ngoài khu vực nguồn gốc ở miền nam Úc, trò chơi đã trải qua một giai đoạn suy thoái đáng kể sau Thế chiến I, nhưng từ đó đến nay nó đã phát triển rộng khắp Úc và ở các phần khác của thế giới, và Liên đoàn Bóng đá Úc trở thành giải đấu chuyên nghiệp có vị trí ưu thế.

### Hiệp hội bóng đá Anh
Trong những năm đầu thập kỷ 1860, tại Anh đã có những nỗ lực ngày càng tăng để thống nhất và hòa giải các trò chơi của các trường công lập khác nhau. Vào năm 1862, J. C. Thring, người đã là một trong những lực lượng đẩy mạnh sau Quy tắc Cambridge ban đầu, là một giáo viên tại Trường Uppingham, và ông đã đưa ra các quy tắc riêng của mình cho những gì ông gọi là "Trò chơi đơn giản nhất" (còn được biết đến với tên Quy tắc Uppingham). Vào đầu tháng 10 năm 1863, một phiên bản sửa đổi mới khác của Quy tắc Cambridge đã được lập ra bởi một ủy ban gồm bảy thành viên đại diện cho những cựu học sinh từ các trường Harrow, Shrewsbury, Eton, Rugby, Marlborough và Westminster.
Tại "Freemasons' Tavern", số 61 đường Great Queen, Luân Đôn, vào tối ngày 26 tháng 10 năm 1863, đại diện của một số câu lạc bộ bóng đá trong khu vực đô thị Luân Đôn đã tụ họp để tổ chức cuộc họp khai mạc của "Hiệp hội Bóng đá" (FA). Mục tiêu của hiệp hội là xác lập một quy tắc thống nhất duy nhất và điều chỉnh việc chơi bóng trong số các thành viên của nó. Sau cuộc họp đầu tiên, các trường công lập đã được mời tham gia hiệp hội. Tất cả họ đều từ chối, trừ Charterhouse và Uppingham. Tổng cộng, đã có sáu cuộc họp của FA diễn ra từ tháng 10 đến tháng 12 năm 1863. Sau cuộc họp thứ ba, một bản thảo quy tắc đã được xuất bản. Tuy nhiên, ở cuộc họp thứ tư, sự chú ý đã được dành cho Quy tắc Cambridge mới được xuất bản năm 1863. Quy tắc Cambridge khác biệt so với bản thảo quy tắc FA ở hai điểm quan trọng: việc chạy với bóng và việc "đá" (đá vào chân đối phương) cầu thủ. Hai quy tắc gây tranh cãi của FA như sau:
IX. Một cầu thủ được phép chạy với bóng hướng tới phía cầu môn của đối phương nếu cậu ta thực hiện một pha bắt bóng hợp lệ hoặc bắt bóng sau pha nảy đầu tiên. Tuy nhiên, trong trường hợp pha bắt bóng hợp lệ, nếu cậu ta đặt dấu, cậu ta sẽ không được phép chạy.

X. Nếu bất kỳ cầu thủ nào chạy với bóng hướng tới phía cầu môn của đối phương, bất kỳ cầu thủ nào trên đội đối diện sẽ được tự do tấn công, giữ, ngã hoặc "đá" cậu ta, hoặc cướp bóng từ cậu ta, nhưng không ai được giữ và "đá" cùng lúc.

Tại cuộc họp thứ năm, đã được đề xuất rằng hai quy tắc này sẽ được loại bỏ. Hầu hết các đại biểu đã ủng hộ điều này, nhưng F. M. Campbell, đại diện của Blackheath và người đầu tiên giữ chức thư ký hiệp hội bóng đá Anh (FA), đã phản đối. Ông nói: "đá chân là bóng đá đích thực". Tuy nhiên, đề xuất cấm chạy bóng trong tay và đá chân đã được thông qua và Blackheath đã rút lui khỏi FA. Sau cuộc họp cuối cùng vào ngày 8 tháng 12, FA đã công bố "Quy tắc Trò chơi", bộ quy tắc đầu tiên và toàn diện cho trò chơi sau này được biết đến với tên Bóng đá Liên đoàn. Thuật ngữ "bóng đá" (soccer), đã được sử dụng từ cuối thế kỷ 19, bắt nguồn từ viết tắt của Đại học Oxford, được gọi là "association".
Quy tắc đầu tiên của FA vẫn chứa các yếu tố không còn tồn tại trong bóng đá liên đoàn nữa, nhưng vẫn có thể nhận ra chúng trong các trò chơi khác (như bóng đá Úc và bóng bầu dục): ví dụ, một cầu thủ có thể thực hiện pha bắt bóng hợp lệ và đòi quyền được đá phạt tự do ("mark"), cho phép cậu ta được thực hiện cú sút phạt tự do; và nếu một cầu thủ chạm vào bóng sau vạch cầu môn của đội đối thủ, đội của cậu ta có quyền được thực hiện cú sút phạt tự do vào mục tiêu từ 15 yards (13,5 mét) phía trước vạch cầu môn.

### Các loại bóng bầu dục Bắc Mỹ
Như đã diễn ra tại Anh, vào đầu thế kỷ 19, các trường học và đại học ở Bắc Mỹ đã chơi những trò chơi địa phương riêng của họ, giữa các đội hình được tạo thành từ các sinh viên. Ví dụ, các sinh viên tại Dartmouth College ở New Hampshire đã chơi một trò chơi mang tên Old division football, một biến thể của các quy tắc bóng đá liên đoàn, ngay từ những năm 1820. Chúng vẫn chủ yếu là những trò chơi theo phong cách "mob football", với số lượng lớn cầu thủ cố gắng đưa bóng vào khu vực gôn, thường bằng mọi cách có thể. Quy tắc đơn giản, bạo lực và chấn thương thường xảy ra. Sự bạo lực của những trò chơi kiểu mob này dẫn đến sự phản đối rộng rãi và quyết định từ bỏ chúng. Đại học Yale, dưới áp lực từ thành phố New Haven, đã cấm mọi hình thức bóng đá vào năm 1860, trong khi Đại học Harvard cũng làm như vậy vào năm 1861. Thay vào đó, hai loại bóng đá chung đã phát triển: trò chơi "đá" và trò chơi "chạy" (hoặc "mang bóng"). Một sự kết hợp của cả hai, được biết đến với tên gọi "Boston game", được chơi bởi một nhóm được biết đến với tên Oneida Football Club. Câu lạc bộ này, được một số nhà sử học coi là câu lạc bộ bóng đá đầu tiên tại Hoa Kỳ, được thành lập vào năm 1862 bởi các học sinh chơi trò chơi Boston trên Boston Common. Trò chơi bắt đầu trở lại các khuôn viên của các trường đại học ở Mỹ vào cuối những năm 1860. Các trường đại học Yale, Princeton (khi đó được biết đến với tên Đại học New Jersey), Rutgers, và Brown đều bắt đầu chơi các trò chơi "đá" vào thời điểm này. Năm 1867, Princeton sử dụng các quy tắc dựa trên quy tắc của Hiệp hội bóng đá Anh.

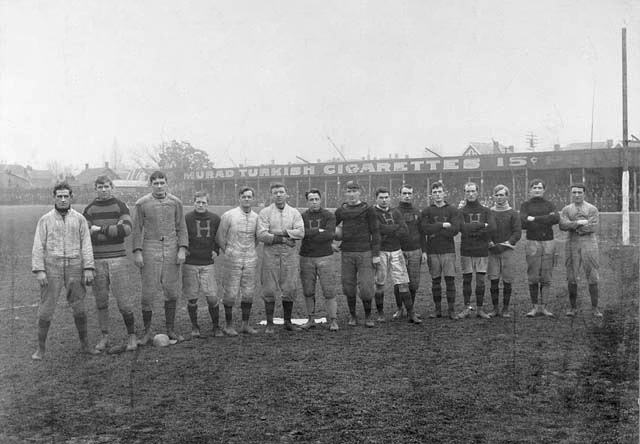
Những con hổ của đội bóng bầu dục Hamilton tại Hamilton, Ontario, khoảng năm 1906. Được thành lập vào năm 1869 dưới tên Hamilton Foot Ball Club, cuối cùng họ sáp nhập với Hamilton Flying Wildcats để tạo thành đội Hamilton Tiger-Cats, một đội bóng vẫn hoạt động trong Liên đoàn bóng bầu dục Canada.

Ở Canada, trận đấu bóng đá đầu tiên được ghi nhận là một trận tập trung chơi vào ngày 9 tháng 11 năm 1861, tại Trường Đại học, Đại học Toronto (khoảng 400 yard về phía tây của Queen's Park). Một trong những người tham gia trong trò chơi liên quan đến sinh viên Đại học Toronto là (Bá tước) William Mulock, sau này là Hiệu trưởng của trường. Năm 1864, tại Trường Đại học Trinity, Toronto, F. Barlow Cumberland, Frederick A. Bethune và Christopher Gwynn, một trong những người sáng lập ở Milton, Massachusetts, đã đề xuất quy tắc dựa trên bóng đá bầu dục. Một "trò chơi chạy", giống bóng đá bầu dục, sau đó được Montreal Football Club ở Canada chơi vào năm 1868.

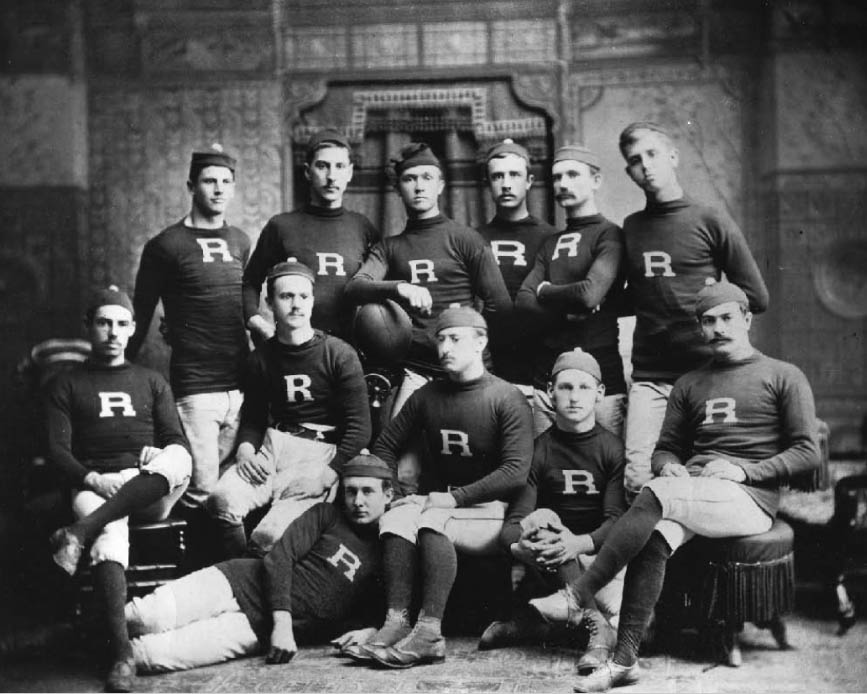
Đại học Rutgers (được hình dung ở đây vào năm 1882) đã chơi trận đấu bóng bầu dục liên trường đầu tiên với Princeton vào năm 1869.

Vào ngày 6 tháng 11 năm 1869, Rutgers đối đầu với Princeton trong một trận đấu được chơi với quả bóng tròn và, giống như tất cả các trận đầu tiên, sử dụng quy tắc tự tạo. Thường được coi là trận đấu bóng bầu dục liên trường Mỹ đầu tiên.

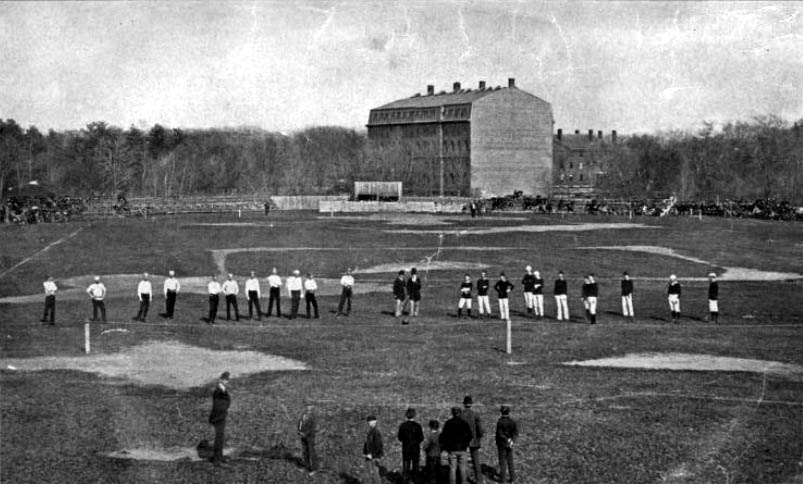
Trận đấu giữa Harvard và McGill vào năm 1874. Đây được coi là trận đấu bóng đá bầu dục đầu tiên được chơi tại Hoa Kỳ.

Bóng đá bầu dục Bắc Mỹ hiện đại phát triển từ một trận đấu giữa Đại học McGill ở Montreal và Đại học Harvard vào năm 1874. Trong trận đấu này, hai đội đã luân phiên sử dụng quy tắc dựa trên bóng đá bầu dục của McGill và quy tắc Boston Game của Harvard. Sau vài năm, Harvard đã áp dụng quy tắc của McGill và thuyết phục các đội đại học ở Mỹ khác làm điều tương tự. Vào ngày 23 tháng 11 năm 1876, đại diện của Harvard, Yale, Princeton và Columbia họp tại Hội nghị Massasoit ở Springfield, Massachusetts, đồng ý áp dụng hầu hết các quy tắc của Liên đoàn Bóng đá Rugby với một số biến thể.
Năm 1880, huấn luyện viên của Yale, Walter Camp, người đã trở thành một phần của các cuộc hội thảo tại khách sạn Massasoit nơi quy tắc được thảo luận và thay đổi, đã đề xuất một số cải tiến quan trọng. Hai thay đổi quy tắc quan trọng nhất của Camp là thay thế scrummage bằng line of scrimmage và thiết lập quy tắc down-and-distance. Tuy nhiên, bóng đá bầu dục Bắc Mỹ vẫn là một môn thể thao bạo lực, trong đó va chạm thường dẫn đến chấn thương nghiêm trọng và thậm chí là tử vong. Điều này đã khiến Tổng thống Hoa Kỳ Theodore Roosevelt tổ chức một cuộc họp với đại diện của bóng đá từ Harvard, Yale và Princeton vào ngày 9 tháng 10 năm 1905, yêu cầu họ thực hiện những thay đổi drastik. Một thay đổi quy tắc được đưa ra vào năm 1906, để mở rộng trò chơi và giảm chấn thương, là sự giới thiệu của đá chuyền phía trước hợp pháp. Mặc dù được sử dụng ít trong nhiều năm, điều này đã chứng minh là một trong những thay đổi quy tắc quan trọng nhất trong việc thành lập trò chơi hiện đại.
Qua nhiều năm, Canada đã tiếp nhận một số phát triển trong bóng đá Mỹ nhằm phân biệt nó khỏi một trò chơi có hướng đến bóng đá bầu dục hơn. Năm 1903, Liên đoàn Bóng đá Bầu dục Ontario đã áp dụng quy tắc Burnside, mà trong đó có việc thực hiện line of scrimmage và hệ thống down-and-distance từ bóng đá Mỹ, và nhiều quy tắc khác. Sau đó, bóng đá Canada đã thực hiện việc đá chuyền phía trước hợp pháp vào năm 1929. Bóng đá Mỹ và bóng đá Canada vẫn là hai luật chơi khác nhau, xuất phát từ những thay đổi quy tắc mà phía Mỹ đã áp dụng nhưng phía Canada thì không.

### Bóng đá Gaelic

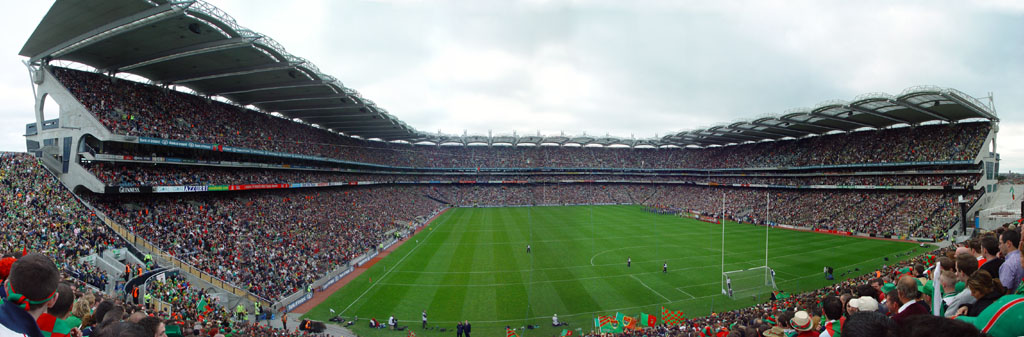
Trận chung kết Giải bóng đá All-Ireland tại Croke Park, năm 2004

Vào giữa thế kỷ 19, các trò chơi bóng đá truyền thống khác nhau, tổng hợp gọi là caid, vẫn phổ biến ở Ireland, đặc biệt là ở Quận Kerry. Một nhà quan sát, Cha W. Ferris, mô tả hai hình thức chính của caid trong giai đoạn này: trò chơi "sân" trong đó mục tiêu là đưa bóng qua các cánh cổng giống như cung, được tạo thành từ cành của hai cây; và trò chơi "vượt địa hình" tráng lệ, diễn ra trong hầu hết các giờ ban ngày của Chủ nhật, và được giành chiến thắng khi một đội mang bóng qua ranh giới giáo xứ. "Đánh đấm", "đấu vật" với đối thủ và cầm bóng đều được phép.
Vào những năm 1870, bóng bầu dục và bóng đá liên đoàn đã bắt đầu trở nên phổ biến ở Ireland. Trường Đại học Trinity Dublin là một nơi mạnh của bóng bầu dục (xem phần Phát triển trong những năm 1850 ở trên). Quy tắc của Hiệp hội bóng đá Anh đang được phổ biến rộng rãi. Các hình thức truyền thống của caid đã bắt đầu nhường chỗ cho trò chơi "đấu đá lộn xộn" cho phép đánh ngã.
Cho đến khi thành lập Hội thể thao Gaelic (GAA) vào năm 1884, chưa có nỗ lực nghiêm túc để thống nhất và hệ thống hóa các loại bóng đá của Ireland. GAA cố gắng thúc đẩy các môn thể thao truyền thống của Ireland, chẳng hạn như bóng chày và từ chối các trò chơi nhập khẩu như bóng bầu dục và bóng đá liên đoàn. Quy tắc bóng đá Gaelic đầu tiên đã được vẽ lên bởi Maurice Davin và công bố trong tạp chí United Ireland vào ngày 7 tháng 2 năm 1887. Quy tắc của Davin cho thấy sự ảnh hưởng của các trò chơi như bóng chày và mong muốn hình thành một quy tắc bóng đá mang tính đặc trưng của Ireland. Ví dụ điển hình cho sự khác biệt này là việc không có quy tắc việc trừ điểm (đặc điểm này, trong nhiều năm, chỉ được chia sẻ bởi các trò chơi Ireland khác như bóng chày và bóng đá luật Úc).

## Toàn cầu hóa bóng đá
Nhu cầu thành lập một tổ chức duy nhất để giám sát bóng đá đã trở nên rõ ràng vào đầu thế kỷ 20, khi sự phổ biến ngày càng tăng của các trận đấu quốc tế. Hiệp hội Bóng đá Anh đã chủ trì nhiều cuộc thảo luận về việc thành lập một tổ chức quốc tế, nhưng bị cho là không có tiến triển. Trách nhiệm này rơi vào các hiệp hội đến từ bảy quốc gia châu Âu khác nhau: Pháp, Bỉ, Đan Mạch, Hà Lan, Tây Ban Nha, Thụy Điển và Thụy Sĩ, để thành lập một hiệp hội quốc tế. Fédération Internationale de Football Association (FIFA) được thành lập tại Paris vào ngày 21 tháng 5 năm 1904. Chủ tịch đầu tiên của nó là Robert Guérin. Tên và viết tắt tiếng Pháp đã được giữ nguyên, ngay cả ngoài các nước nói tiếng Pháp.

### Sự phân biệt ngày càng rõ rệt giữa hai quy tắc bóng bầu dục
Quy tắc bóng bầu dục liên đoàn (rugby union) và bóng bầu dục liên minh (rugby league) đã phân biệt mạnh mẽ từ năm 1906, khi đội bóng bị thu nhỏ từ 15 thành 13 người chơi. Năm 1907, một đội bóng bầu dục chuyên nghiệp của New Zealand đã tham gia chuyến du hành tới Australia và Anh, nhận được phản hồi nhiệt tình, và các rugby league chuyên nghiệp đã được ra mắt tại Australia vào năm sau đó. Tuy nhiên, quy tắc của các trận đấu chuyên nghiệp khác nhau ở từng quốc gia, và phải tiến hành đàm phán giữa các cơ quan quốc gia khác nhau để định rõ quy tắc chính xác cho mỗi trận đấu quốc tế. Tình hình này kéo dài cho đến năm 1948, khi dưới sự thúc đẩy của liên đoàn bóng bầu dục Pháp, Liên đoàn Bóng bầu dục Liên quốc tế (RLIF) được hình thành tại một cuộc họp tại Bordeaux.
Trong nửa sau của thế kỷ 20, quy tắc đã tiếp tục thay đổi. Năm 1966, các quan chức bóng bầu dục liên minh mượn ý tưởng từ bóng bầu dục Mỹ về downs: một đội được phép giữ bóng trong bốn lần tấn công (bóng bầu dục liên đoàn giữ nguyên quy tắc ban đầu là người chơi bị phạt và đổ xuống sân phải ngay lập tức buông bóng). Số lần tấn công tối đa sau đó đã được tăng lên sáu (năm 1971), và trong bóng bầu dục liên minh, điều này được gọi là quy tắc sáu lần tấn công.
Với sự ra đời của các cầu thủ chuyên nghiệp toàn thời gian vào đầu những năm 1990, và việc làm nhanh hơn trò chơi, khoảng cách 10 mét giữa hai đội được đặt ra thay vì năm mét, và quy tắc thay thế bị thay thế bằng các quy tắc trao đổi khác nhau, cùng với những thay đổi khác.
Các quy tắc của bóng bầu dục liên đoàn cũng đã thay đổi trong thế kỷ 20, tuy nhiên không đáng kể như bóng bầu dục liên minh. Đặc biệt, những bàn thắng từ mark đã bị bãi bỏ, các cú sút vào ngoài từ ngoài đường 22 mét bị phạt, các quy tắc mới được đưa ra để xác định ai sở hữu bóng sau một ruck hoặc maul không rõ ràng, và việc nâng cầu thủ trong line-outs đã được pháp lệ.
Năm 1995, bóng bầu dục liên đoàn trở thành một trò chơi "mở", có nghĩa là cho phép cầu thủ chuyên nghiệp tham gia. Mặc dù tranh chấp ban đầu giữa hai hình thức bóng bầu dục đã biến mất - và mặc dù các quan chức từ cả hai hình thức bóng bầu dục đôi khi đã đề cập đến khả năng tái hợp nhau - các quy tắc của cả hai hình thức và văn hóa của họ đã phân biệt đến mức mà một sự kiện như vậy rất không có khả năng xảy ra trong tương lai có thể nhìn thấy.

## Sử dụng từ "football"
Từ football, khi được sử dụng để chỉ đến một trò chơi cụ thể, có thể có nghĩa là bất kỳ một trong những trường hợp được miêu tả ở trên. Do đó, nhiều tranh cãi đã xảy ra xung quanh thuật ngữ football, chủ yếu là vì nó được sử dụng khác nhau ở các vùng khác nhau trong thế giới nói tiếng Anh. Thông thường, từ "football" thường được sử dụng để chỉ đến môn bóng đá được coi là phổ biến nhất trong một khu vực cụ thể (chẳng hạn như bóng đá liên đoàn ở hầu hết các quốc gia). Vì vậy, ý nghĩa thực tế của từ "football" thường phụ thuộc vào nơi người ta nói nó.

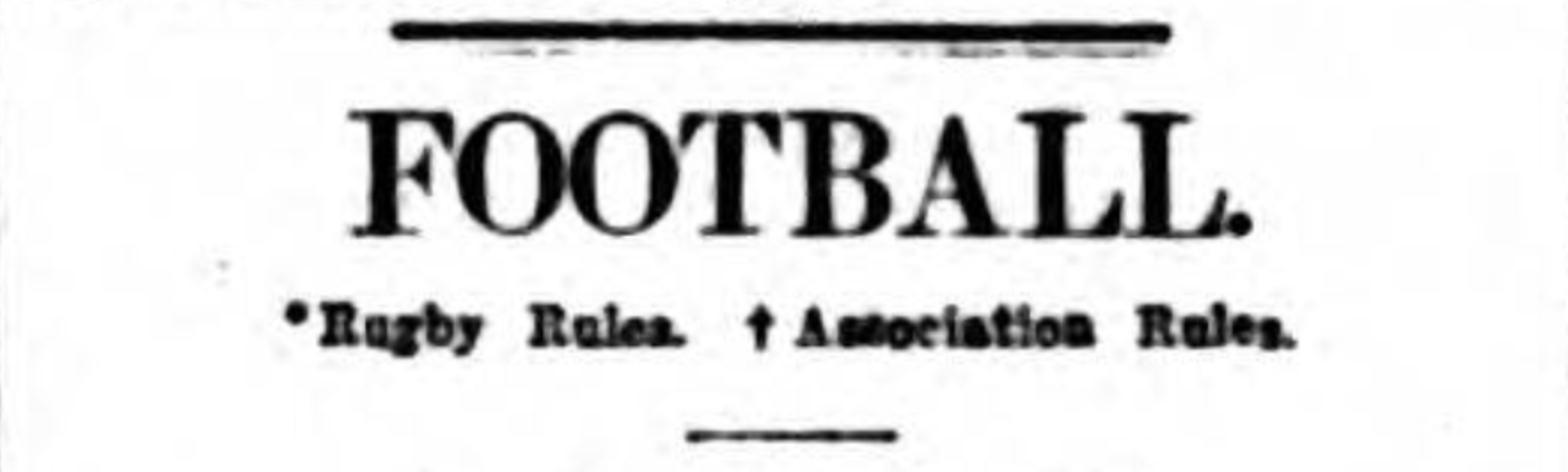
Trích từ trang đầu của The Sportsman (London) ngày 25 tháng 11 năm 1910, minh họa việc sử dụng tiếp tục của từ "football" để bao gồm cả bóng đá liên đoàn và bóng bầu dục

Ở Vương quốc Anh, Hoa Kỳ và Canada, một loại bóng đá được biết đến chỉ đơn giản là "football", trong khi những loại bóng đá khác thường cần có từ chỉ loại. Ở New Zealand, từ "football" từng thường chỉ đến bóng bầu dục, nhưng gần đây hơn có thể được sử dụng mà không cần từ chỉ loại để ám chỉ đến bóng đá liên đoàn. Ở Úc, ý nghĩa của từ "football" thay đổi tùy vào sự phổ biến trong từng khu vực (thường tương ứng với Barassi Line), có thể là bóng đá Úc hoặc bóng bầu dục. Ở francophone Quebec, nơi mà bóng đá Canada phổ biến hơn, loại bóng đá Canada được gọi là le football, còn bóng đá Mỹ được gọi là le football américain, và bóng đá liên đoàn được gọi là le soccer.
Trong số 45 thành viên quốc gia của FIFA (Liên đoàn bóng đá quốc tế) mà tiếng Anh là ngôn ngữ chính hoặc chính thức, hầu hết đều hiện tại sử dụng Football trong tên chính thức của tổ chức; các thành viên FIFA ở Canada và Hoa Kỳ sử dụng Soccer trong tên của họ. Một số thành viên FIFA đã gần đây "đổi sạch" để sử dụng "Football", bao gồm: 
- Cơ quan quản lý bóng đá của Australia đã thay đổi tên vào năm 2005 từ "soccer" thành "football".[120]
- Cơ quan quản lý của New Zealand đã đổi tên vào năm 2007, lý do là "môn thể thao quốc tế được gọi là bóng đá".[121]
- Samoa đã đổi từ "Liên đoàn bóng đá Samoa (Soccer)" thành "Liên đoàn bóng đá Samoa" vào năm 2009.[122][123]

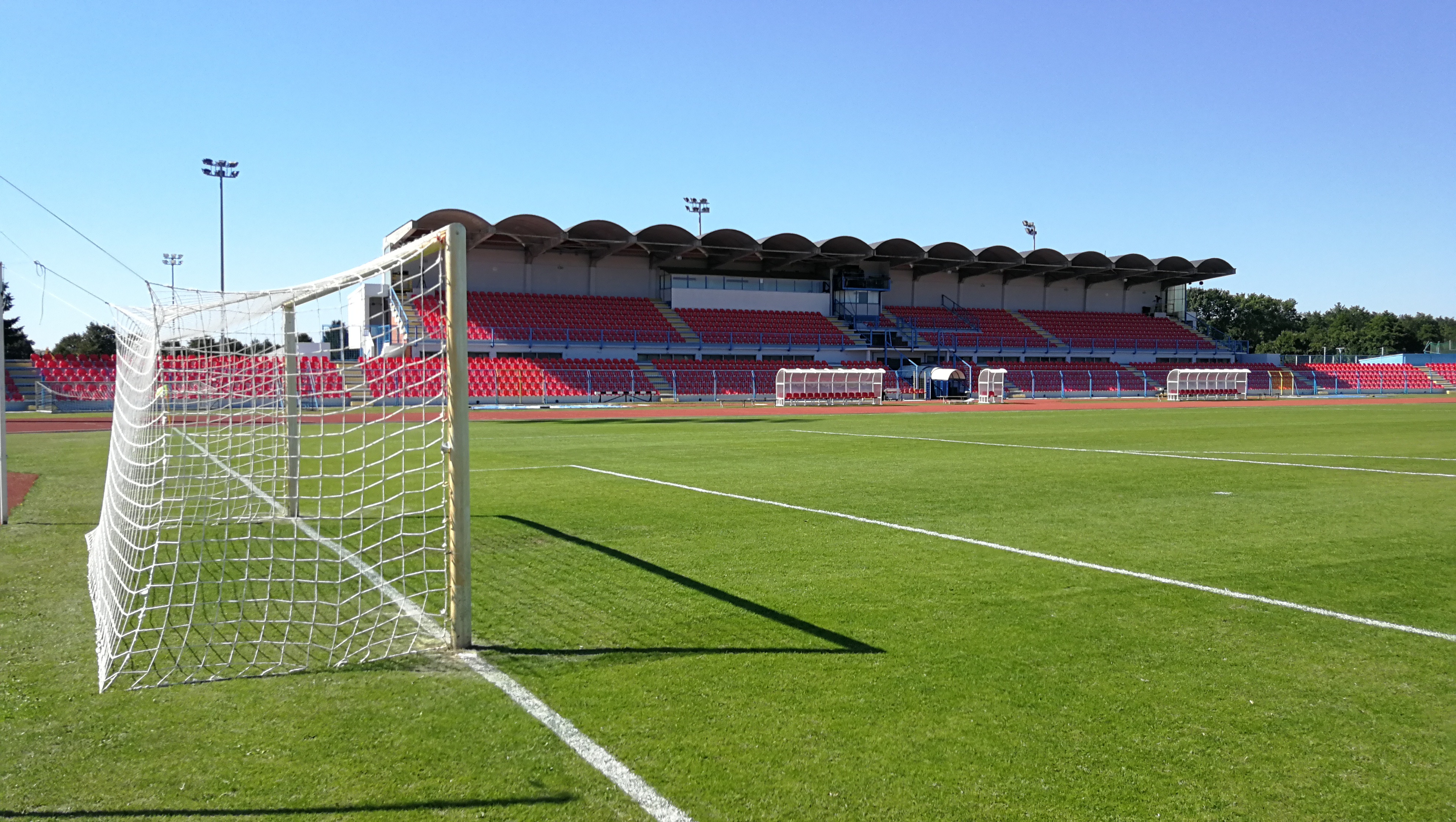
Sân vận động bóng đá nhỏ ở Croatia

## Sự phổ biến
Một số mã đá bóng là các môn thể thao đội phổ biến nhất trên thế giới. Trên toàn cầu, bóng đá đang được chơi bởi hơn 250 triệu cầu thủ trong hơn 200 quốc gia, và có số lượng người xem truyền hình cao nhất trong các môn thể thao, khiến nó trở thành môn thể thao phổ biến nhất trên thế giới. Bóng đá Mỹ, với 1,1 triệu cầu thủ bóng đá trường trung học và gần 70.000 cầu thủ bóng đá đại học, là môn thể thao phổ biến nhất tại Hoa Kỳ, với trận Super Bowl hàng năm chiếm chín trong số mười trận truyền hình được xem nhiều nhất trong lịch sử truyền hình Hoa Kỳ. Giải bóng đá Mỹ NFL có số lượng khán giả trung bình cao nhất (67.591) trong tất cả các liên đoàn thể thao chuyên nghiệp trên thế giới và thu nhập cao nhất trong tất cả các liên đoàn thể thao chuyên nghiệp đơn lẻ. Vì vậy, những cầu thủ bóng đá liên đoàn và bóng đá Mỹ xuất sắc là những vận động viên có thu nhập cao nhất trên thế giới.
Bóng đá Úc có số lượng khán giả tham dự cao nhất trong tất cả các môn thể thao ở Úc. Tương tự, bóng đá Gaelic là môn thể thao phổ biến nhất tại Ireland về lượt khán giả tham gia trận đấu, và trận chung kết bóng đá Gaelic All-Ireland là sự kiện được xem nhiều nhất trong năm thể thao của quốc gia này.
Bóng đá bầu dục là môn thể thao phổ biến nhất ở New Zealand, Samoa, Tonga và Fiji. Đồng thời, bóng đá bầu dục đang phát triển nhanh nhất tại Hoa Kỳ, và là môn thể thao đang phát triển nhanh nhất trong trường đại học tại nước này.

### Trích dẫn
1. ↑  Reilly, Thomas; Gilbourne, D. (2003). "Science and football: a review of applied research in the football code". Journal of Sports Sciences. Quyển 21 số 9. tr. 693–705. doi:10.1080/0264041031000102105. PMID 14579867. S2CID 37880342.
2. ↑  "History of Football – Britain, the home of Football". FIFA. Bản gốc lưu trữ ngày 22 tháng 9 năm 2013. Truy cập ngày 15 tháng 6 năm 2018.
3. ↑  Post Publishing PCL. "Bangkok Post article". Bangkok Post.
4. ↑  "History of Football – The Origins". FIFA. Bản gốc lưu trữ ngày 24 tháng 4 năm 2013. Truy cập ngày 29 tháng 4 năm 2013.
5. ↑  "History of Rugby in Australia". Rugby Football History. Lưu trữ bản gốc ngày 23 tháng 12 năm 2011. Truy cập ngày 11 tháng 1 năm 2012.
6. ↑  Bailey, Steven (1995). "Living Sports History: Football at Winchester, Eton and Harrow". The Sports Historian. Quyển 15 số 1. tr. 34–53. doi:10.1080/17460269508551675.
7. ↑  Perkin, Harold (1989). "Teaching the nations how to play: sport and society in the British empire and commonwealth". The International Journal of the History of Sport. Quyển 6 số 2. tr. 145–155. doi:10.1080/09523368908713685.
8. ↑  Reilly, Thomas; Doran, D. (2001). "Science and Gaelic football: A review". Journal of Sports Sciences. Quyển 19 số 3. tr. 181–193. doi:10.1080/026404101750095330. PMID 11256823. S2CID 43471221.
9. 1 2  Bale, J. (2002). Sports Geography. Taylor & Francis. tr. 43. ISBN 978-0-419-25230-6. Lưu trữ bản gốc ngày 27 tháng 2 năm 2023. Truy cập ngày 23 tháng 7 năm 2018.
10. ↑  "Football". Etymology Online. Lưu trữ bản gốc ngày 22 tháng 12 năm 2015. Truy cập ngày 14 tháng 12 năm 2015.
11. ↑  "History of Football – The FA Cup – Icons of England". Bản gốc lưu trữ ngày 26 tháng 6 năm 2007.
12. ↑  "Sports". Encyclopedia Britannica. Lưu trữ bản gốc ngày 17 tháng 4 năm 2021. Truy cập ngày 20 tháng 4 năm 2021.
13. ↑  FIFA.com. "History of Football – The Origins". Bản gốc lưu trữ ngày 28 tháng 10 năm 2017. Truy cập ngày 1 tháng 11 năm 2017.
14. ↑  Giossos, Yiannis; Sotiropoulos, Aristomenis; Souglis, Athanasios; Dafopoulou, Georgia (ngày 1 tháng 1 năm 2011). "Reconsidering on the Early Types of Football" (PDF). Baltic Journal of Health and Physical Activity. Quyển 3 số 2. doi:10.2478/v10131-011-0013-5. S2CID 55758320. Lưu trữ (PDF) bản gốc ngày 6 tháng 7 năm 2018. Truy cập ngày 6 tháng 7 năm 2018.
15. ↑  Guttmann, Allen; Thompson, Lee Austin (2001). Japanese sports: a history. University of Hawaii Press. tr. 26–27. ISBN 978-0-8248-2464-8. Lưu trữ bản gốc ngày 27 tháng 2 năm 2023. Truy cập ngày 8 tháng 7 năm 2010.
16. ↑  ἐπίσκυρος Lưu trữ ngày 12 tháng 5 năm 2012 tại Wayback Machine,
Henry George Liddell, Robert Scott, A Greek-English Lexicon, tại Perseus Digital Library
17. ↑  The New Encyclopædia Britannica, 2007 Edition: "Ở Hy Lạp cổ đại có một trò chơi mang những yếu tố của bóng đá, episkuros, hoặc harpaston, được chơi, và nó đã di cư đến La Mã với tên harpastum vào thế kỷ thứ 2 trước Công nguyên".
18. ↑  φαινίνδα Lưu trữ ngày 3 tháng 7 năm 2019 tại Wayback Machine,
Henry George Liddell, Robert Scott, A Greek-English Lexicon, tại Perseus Digital Library
19. ↑  Nigel Wilson, Encyclopedia of Ancient Greece, Routledge, 2005, tr. 310
20. ↑  Nigel M. Kennell, The Gymnasium of Virtue: Education and Culture in Ancient Sparta (Studies in the History of Greece and Rome), The University of North Carolina Press, 1995, trên Google Books Lưu trữ ngày 5 tháng 12 năm 2016 tại Wayback Machine
21. ↑  Steve Craig, Sports and Games of the Ancients: (Sports and Games Through History), Greenwood, 2002, trên Google Books Lưu trữ ngày 6 tháng 12 năm 2016 tại Wayback Machine
22. ↑  Don Nardo, Greek and Roman Sport, Greenhaven Press, 1999, tr. 83
23. ↑  Sally E. D. Wilkins, Sports and games of medieval cultures, Greenwood, 2002, trên Google books Lưu trữ ngày 6 tháng 12 năm 2016 tại Wayback Machine
24. ↑  E. Norman Gardiner: "Athletics in the Ancient World", Courier Dover Publications, 2002, ISBN 0-486-42486-3, tr. 229
25. ↑  William Smith: "Dictionary of Greek and Roman Antiquities", 1857, tr. 777
26. ↑  FIFA.com (ngày 8 tháng 3 năm 2013). "A gripping Greek derby". Bản gốc lưu trữ ngày 1 tháng 7 năm 2015. Truy cập ngày 1 tháng 11 năm 2017.
27. ↑  Richard Hakluyt, Voyages in Search of The North-West Passage Lưu trữ ngày 12 tháng 10 năm 2008 tại Wayback Machine, University of Adelaide, 29 tháng 12 năm 2003
28. ↑  Uluslararası Türk Kültürü Kongresi Bildirileri. Quyển 6. Atatürk Kültür Merkezi. 2009. tr. 2128.
29. ↑  Historia Brittonum Lưu trữ ngày 9 tháng 3 năm 2012 tại Wayback Machine tại Medieval Sourcebook.
30. ↑  Ruff, Julius (2001). Violence in Early Modern Europe 1500–1800. Cambridge University Press. tr. 170. ISBN 978-0-521-59894-1. Lưu trữ bản gốc ngày 27 tháng 2 năm 2023. Truy cập ngày 23 tháng 7 năm 2018.
31. ↑  Jusserand, Jean-Jules. (1901). Le sport et les jeux d'exercice dans l'ancienne France. Truy cập ngày 11 tháng 1 năm 2008, từ http://agora.qc.ca/reftext.nsf/Documents/Football--Le_sport_et_les_jeux_dexercice_dans_lancienne_France__La_soule_par_Jean-Jules_Jusserand Lưu trữ ngày 7 tháng 2 năm 2008 tại Wayback Machine (bằng tiếng Pháp)
32. ↑  Dunning, Eric (1999). Sport Matters: Sociological Studies of Sport, Violence and Civilisation. Routledge. tr. 89. ISBN 978-0-415-09378-1.
33. 1 2  Dunning, Eric (1999). Sport Matters: Sociological Studies of Sport, Violence and Civilisation. Routledge. tr. 88. ISBN 978-0-415-09378-1.
34. ↑  Baker, William (1988). Sports in the Western World. University of Illinois Press. tr. 48. ISBN 978-0-252-06042-7. Lưu trữ bản gốc ngày 27 tháng 2 năm 2023. Truy cập ngày 23 tháng 7 năm 2018.
35. ↑  Stephen Alsford, FitzStephen's Description of London Lưu trữ ngày 22 tháng 3 năm 2004 tại Wayback Machine, Florilegium Urbanum, 5 April 2006
36. 1 2 3 4  Francis Peabody Magoun, 1929, "Football in Medieval England and Middle-English literature" (The American Historical Review, v. 35, No. 1).
37. ↑  "Irish inventions: fact and fiction". Carlow-nationalist.ie. Bản gốc lưu trữ ngày 29 tháng 7 năm 2012. Truy cập ngày 16 tháng 4 năm 2012.
38. ↑  Derek Birley (Sport and The Making of Britain). 1993. Manchester University Press. p. 32. 978-0719037597
39. ↑  Derek Baker (England in the Later Middle Ages). 1995. Boydell & Brewer. p. 187. ISBN 978-0-85115-648-4
40. ↑  "Online Etymology Dictionary (no date), "football"". Etymonline.com. Lưu trữ bản gốc ngày 28 tháng 6 năm 2010. Truy cập ngày 19 tháng 6 năm 2010.
41. ↑  "Tất cả những gì bạn cần biết về Calcio Storico, truyền thống thể thao bạo lực nhất của Ý". The Local Italy. ngày 22 tháng 6 năm 2017. Lưu trữ bản gốc ngày 31 tháng 8 năm 2021. Truy cập ngày 7 tháng 11 năm 2019.
42. ↑  Magee, Jonathan; Caudwell, Jayne; Liston, Kate; Scraton, Sheila, biên tập (2007). Nữ, Bóng đá và Châu Âu: Lịch sử, Công bằng và Kinh nghiệm. International Football Institute Series. Quyển 1. Meyer & Meyer Sport. ISBN 978-1-84126-225-3. Lưu trữ bản gốc ngày 27 tháng 2 năm 2023. Truy cập ngày 23 tháng 7 năm 2018.
43. 1 2 3 4 5 6  "No Christian End!" (PDF). The Journey to Camp: The Origins of American Football to 1889. Professional Football Researchers Association. Bản gốc (PDF) lưu trữ ngày 11 tháng 6 năm 2014. Truy cập ngày 26 tháng 1 năm 2010.
44. 1 2  Meacham, Scott (2006). "Old Division Football, The Indigenous Mob Soccer Of Dartmouth College (pdf)" (PDF). dartmo.com. Lưu trữ (PDF) bản gốc ngày 16 tháng 6 năm 2007. Truy cập ngày 16 tháng 5 năm 2007.
45. ↑  Lewis, Guy M. (1969). "Vai trò của Teddy Roosevelt trong cuộc tranh luận bóng đá năm 1905". The Research Quarterly. Quyển 40 số 4. tr. 717–724. PMID 4903389.
46. ↑  A history of Winchester College. by Arthur F Leach. Duckworth, 1899 ISBN 1-4446-5884-0
47. ↑  "2003, "Richard Mulcaster"". Footballnetwork.org. Bản gốc lưu trữ ngày 15 tháng 4 năm 2010. Truy cập ngày 19 tháng 6 năm 2010.
48. ↑  Rowley, Christopher (2015). The Shared Origins of Football, Rugby, and Soccer. Rowman & Littlefield. tr. 86. ISBN 978-1-4422-4619-5. Lưu trữ bản gốc ngày 27 tháng 2 năm 2023. Truy cập ngày 23 tháng 7 năm 2018.
49. ↑  Willughby, Francis (2003). Francis Willughby, 1660–72, Book of Games. ISBN 978-1-85928-460-5. Lưu trữ bản gốc ngày 27 tháng 2 năm 2023. Truy cập ngày 19 tháng 6 năm 2010.
50. ↑  "Football in Public Schools". Spartacus Educational. Lưu trữ bản gốc ngày 17 tháng 5 năm 2021. Truy cập ngày 7 tháng 11 năm 2019.
51. ↑  Emmerson, Craig. "Analyse the role of the public schools in the development of sport in the nineteenth century". Academia. Lưu trữ bản gốc ngày 12 tháng 8 năm 2021. Truy cập ngày 8 tháng 5 năm 2021.
52. 1 2  "Julian Carosi, 2006, "The History of Offside"" (PDF). Lưu trữ (PDF) bản gốc ngày 2 tháng 5 năm 2015. Truy cập ngày 5 tháng 1 năm 2015.
53. 1 2  Cox, Richard William; Russell, Dave; Vamplew, Wray (2002). Encyclopedia of British Football. Routledge. tr. 243. ISBN 978-0-7146-5249-8. Lưu trữ bản gốc ngày 25 tháng 3 năm 2016. Truy cập ngày 23 tháng 7 năm 2018.
54. ↑  điển hình của việc xử lý bóng trong bóng đá sớm từ người viết Anh William Hone, viết vào năm 1825 hoặc 1826, trích dẫn nhà nhận xét xã hội Sir Frederick Morton Eden, liên quan đến "Bóng đá chân", được chơi tại Scone, Scotland, Scotland:

Trò chơi là như sau: người nào bất cứ lúc nào nắm bóng trong tay, chạy với nó cho đến khi bị một trong những người phía đối diện bắt kịp; và sau đó, nếu anh ta có thể thoát ra khỏi những người từ phía đối diện đã nắm lấy anh ta, anh ta sẽ tiếp tục chạy; nếu không, anh ta ném bóng ra khỏi tay, trừ khi bị nhóm đối diện cướp bóng khỏi anh ta, nhưng không cho phép ai đó đá bóng. (William Hone, 1825–26, The Every-Day Book, "February 15." Lưu trữ ngày 5 tháng 1 năm 2008 tại Wayback Machine Truy cập ngày: 15 tháng 3 năm 2007.)
55. ↑  ABC Radio National Ockham's Razor, lần phát sóng đầu tiên ngày 6 tháng 6 năm 2010.
56. ↑  THE SURREY CLUB Bell's Life in London and Sporting Chronicle (London, Anh), Chủ nhật, 7 tháng 10 năm 1849; trang 6. New Readerships
57. ↑  John Hope, Accounts and papers of the football club kept by John Hope, WS, and some Hope Correspondence 1787–1886 (Tòa thư viện Quốc gia Scotland, GD253/183)
58. 1 2  "The Foot-Ball Club in Edinburgh, 1824–1841 – The National Archives of Scotland". Chính phủ Vương quốc Anh. ngày 13 tháng 11 năm 2007. Lưu trữ bản gốc ngày 22 tháng 1 năm 2013. Truy cập ngày 19 tháng 6 năm 2010.
59. ↑  "Rugby chronology". Museum of Rugby. Bản gốc lưu trữ ngày 21 tháng 11 năm 2008. Truy cập ngày 24 tháng 4 năm 2006.
60. ↑  Bell's Life, 17 tháng 2 năm 1856
61. ↑  Bell's Life, 16 tháng 11 năm 1856
62. ↑  Bell's Life, 21 tháng 12 năm 1856
63. ↑  Bell's Life, 24 tháng 1 năm 1858
64. ↑  Bell's Life, 12 tháng 12 năm 1858
65. ↑  Exeter And Plymouth Gazette, 21 tháng 5 năm 1859
66. ↑  Bell's Life, 13 tháng 11 năm 1859
67. ↑  Bell's Life, 26 tháng 2 năm 1860
68. ↑  The Orcadian, 21 tháng 7 năm 1860
69. ↑  The Sheffield Daily Telegraph, 20 tháng 12 năm 1860
70. ↑  The Sheffield Daily Telegraph, 24 tháng 12 năm 1860
71. ↑  "Lịch sử của Hội Caledonian Hoàng gia Melbourne". Electricscotland.com. Lưu trữ bản gốc ngày 22 tháng 9 năm 2010. Truy cập ngày 19 tháng 6 năm 2010.
72. ↑  Soccer Ball World – Early History. Truy cập ngày 9 tháng 6 năm 2006. Lưu trữ ngày 16 tháng 6 năm 2006 tại Wayback Machine
73. ↑  soccerballworld.com, (no date) "Charles Goodyear's Soccer Ball" Lưu trữ ngày 16 tháng 12 năm 2006 tại Wayback Machine Tải xuống ngày 30/11/06.
74. ↑  Scots invented beautiful game Lưu trữ ngày 11 tháng 12 năm 2021 tại Wayback Machine The Scotsman, 14 tháng 6 năm 2006
75. ↑  Magoun, Francis Peabody (1938). History of football from the beginnings to 1871. Xuất bản bởi H. Pöppinghaus
76. ↑  Bell's Life in London and Sporting Chronicle (London, England), Chủ nhật, 13 tháng 1 năm 1839. New Readerships
77. ↑  Blackwood's Magazine, Xuất bản bởi W. Blackwood, 1862, trang 563
78. ↑  Bell's Life in London and Sporting Chronicle (London, England), Thứ bảy, 7 tháng 1 năm 1865; Số 2.229: "Tuy nhiên, nhóm Sheffield cuối cùng đã lấy lợi thế, và thông qua những pha di chuyển khoa học của ông J Wild, đã ghi một bàn thắng giữa những tràng pháo tay lớn"
79. ↑  Bell's life in london, 26 tháng 11 năm 1865, số 2275: "Chúng tôi không thể không ghi nhận cách chơi thực sự khoa học mà những người Sheffield ủng hộ lẫn nhau"
80. ↑  Wall, Sir Frederick (2005). 50 Years of Football, 1884–1934. Soccer Books Limited. ISBN 978-1-86223-116-0. Lưu trữ bản gốc ngày 27 tháng 2 năm 2023. Truy cập ngày 23 tháng 7 năm 2018.
81. ↑  [Cox, Richard (2002) The encyclopaedia of British Football, Routledge, United Kingdom]
82. ↑  Bell's Life in London and Sporting Chronicle, 18 tháng 12 năm 1869
83. ↑  Bell's Life in London and Sporting Chronicle, 5 tháng 11 năm 1870, số 2
84. ↑  Bell's Life in London and Sporting Chronicle, 18 tháng 11 năm 1871, số 2, 681
85. ↑  Bell's Life in London and Sporting Chronicle, 17 tháng 2 năm 1872, số 2694
86. ↑  The Derby Mercury (Derby, England), Thứ tư, 20 tháng 3 năm 1872; Số 8226
87. ↑  Murphy, Brendan (2007). From Sheffield with Love. Sports Book Limited. tr. 59. ISBN 978-1-899807-56-7. Lưu trữ bản gốc ngày 27 tháng 2 năm 2023. Truy cập ngày 23 tháng 7 năm 2018.
88. ↑  Association Football, chương của CW Alcock, The English Illustrated Magazine 1891, trang 287
89. ↑  Harvey, Adrian (2005). Football, the First Hundred Years. Routledge. tr. 273, ref 34–119. ISBN 978-0-415-35019-8. Lưu trữ bản gốc ngày 1 tháng 5 năm 2017. Truy cập ngày 23 tháng 9 năm 2016.
90. ↑  Csanadi Arpad, Hungarian coaching manual "Soccer", Corvina, Budapest 1965
91. ↑  Wilson Jonathon, Inverting the pyramid: a History of Football Tactics, Orion, 2008
92. ↑  "Rugby Football History". rugbyfootballhistory.com. Lưu trữ bản gốc ngày 13 tháng 1 năm 2018. Truy cập ngày 7 tháng 11 năm 2019.
93. ↑  "RFU". englandrugby.com. Lưu trữ bản gốc ngày 20 tháng 11 năm 2021. Truy cập ngày 7 tháng 11 năm 2019.
94. ↑  Harvey, Adrian (2005). Football: the First Hundred Years. London: Routledge. tr. 144–145. ISBN 0-415-35019-0. Lưu trữ bản gốc ngày 27 tháng 2 năm 2023. Truy cập ngày 23 tháng 9 năm 2016.
95. ↑  Harvey, Adrian (2005). Football, the First Hundred Years. Routledge. tr. 95–99. ISBN 978-0-415-35019-8. Lưu trữ bản gốc ngày 1 tháng 5 năm 2017. Truy cập ngày 23 tháng 9 năm 2016.
96. ↑  Murphy, Brendan (2007). From Sheffield with Love. Sports Book Limited. tr. 41–43. ISBN 978-1-899807-56-7. Lưu trữ bản gốc ngày 27 tháng 2 năm 2023. Truy cập ngày 23 tháng 7 năm 2018.
97. ↑  "Letter from Tom Wills". MCG website. Bản gốc lưu trữ ngày 25 tháng 6 năm 2006. Truy cập ngày 14 tháng 7 năm 2006.
98. ↑  "The Origins of Australian Rules Football". MCG website. Bản gốc lưu trữ ngày 11 tháng 6 năm 2007. Truy cập ngày 22 tháng 6 năm 2007.
99. ↑  Hibbins, Gillian; Mancini, Anne (1987). Running with the Ball: Football's Foster Father. Lynedoch Publications. tr. 118–119. ISBN 978-0-7316-0481-4. Lưu trữ bản gốc ngày 27 tháng 2 năm 2023. Truy cập ngày 23 tháng 7 năm 2018.
100. ↑  Peter Shortell. Lịch sử đá cắt chân - Hacking Lưu trữ ngày 3 tháng 4 năm 2008 tại Wayback Machine, Hội trọng tài Cornwall Lưu trữ ngày 3 tháng 3 năm 2008 tại Wayback Machine, 2 tháng 10 năm 2006
101. ↑  "soccer, n". Từ điển Tiếng Anh Oxford. tháng 6 năm 2011. Lưu trữ bản gốc ngày 14 tháng 12 năm 2021. Truy cập ngày 1 tháng 7 năm 2011.
102. ↑  Allaway, Roger (2001). "Câu lạc bộ Oneida có chơi bóng đá hay không?". The USA Soccer History Archives. Dave Litterer. Bản gốc lưu trữ ngày 15 tháng 7 năm 2007. Truy cập ngày 15 tháng 5 năm 2007.
103. ↑  "Canadian Football Timelines (1860– nay)". Football Canada. Bản gốc lưu trữ ngày 28 tháng 2 năm 2007. Truy cập ngày 23 tháng 12 năm 2006.
104. 1 2  "Dòng thời gian thập kỷ 1860". Trang chính thức của Liên đoàn Bóng bầu dục Canada. Liên đoàn Bóng bầu dục Canada. Bản gốc lưu trữ ngày 1 tháng 5 năm 2010. Truy cập ngày 13 tháng 7 năm 2010.
105. ↑  "Lịch sử bóng đá". Lịch sử Thể thao. Saperecom. 2007. Lưu trữ bản gốc ngày 27 tháng 5 năm 2007. Truy cập ngày 15 tháng 5 năm 2007.
106. ↑  "Thập kỷ 1800". Rutgers Qua Các Năm. Đại học Rutgers. Bản gốc lưu trữ ngày 20 tháng 1 năm 2007. Truy cập ngày 16 tháng 5 năm 2007.
107. ↑  "No Christian End! The Beginnings of Football in America" (PDF). Hiệp hội Nghiên cứu Bóng bầu dục Chuyên nghiệp. Bản gốc (PDF) lưu trữ ngày 11 tháng 6 năm 2014.
108. ↑  "Lịch sử – CFL.ca – Trang chính thức của Liên đoàn Bóng bầu dục Canada". CFL.ca. Bản gốc lưu trữ ngày 13 tháng 12 năm 2014. Truy cập ngày 1 tháng 12 năm 2014.
109. ↑  "gridiron football (sport)". Britannica Online Encyclopedia. Lưu trữ bản gốc ngày 14 tháng 6 năm 2010. Truy cập ngày 13 tháng 7 năm 2010.
110. 1 2  "Camp and His Followers: American Football 1876–1889" (PDF). The Journey to Camp: The Origins of American Football to 1889. Hiệp hội Nghiên cứu Bóng bầu dục Chuyên nghiệp. Bản gốc (PDF) lưu trữ ngày 29 tháng 9 năm 2010. Truy cập ngày 26 tháng 1 năm 2010.
111. ↑  Bennett, Tom (1976). The Pro Style: The Complete Guide to Understanding National Football League Strategy. Los Angeles: National Football League Properties, Inc., Creative Services Division. tr. 20.
112. ↑  Watterson, John (2001). "Tiny Maxwell and the Crisis of 1905: The Making of a Gridiron Myth" (PDF). Hội Thể thao Đại học. tr. 54–57. Bản gốc (PDF) lưu trữ ngày 8 tháng 8 năm 2010.
113. ↑  Vancil, Mark (Ed.) (2000). ABC Sports College Football All-Time All-America Team. New York: Hyperion Books. tr. 18. ISBN 978-0-7868-6710-3. Lưu trữ bản gốc ngày 27 tháng 2 năm 2023. Truy cập ngày 23 tháng 7 năm 2018.
114. ↑  "Grey Cup History Timeline 1900". Bản gốc lưu trữ ngày 22 tháng 9 năm 2012. Truy cập ngày 18 tháng 1 năm 2015. Lịch sử của Cúp Grey
115. ↑  CFL.ca History, Timeline, 1920 Lưu trữ ngày 25 tháng 6 năm 2010 tại Wayback Machine
116. ↑  "Gaelic Football". USGAA. Lưu trữ bản gốc ngày 13 tháng 8 năm 2021. Truy cập ngày 7 tháng 11 năm 2019.
117. 1 2  FIFA.com. "Lịch sử FIFA – Thành lập". FIFA. Bản gốc lưu trữ ngày 16 tháng 5 năm 2015. Truy cập ngày 7 tháng 11 năm 2019.
118. ↑  "Lịch sử của RFU". Liên đoàn Bóng bầu dục Liên đoàn. Bản gốc lưu trữ ngày 22 tháng 4 năm 2010. Truy cập 28 tháng 9, 2011.
119. ↑  "The governing body is the "Fédération de soccer du Québec"". Federation-soccer.qc.ca. Bản gốc lưu trữ ngày 4 tháng 3 năm 2012. Truy cập ngày 16 tháng 4 năm 2012.
120. ↑  Stories Soccer to become football in Australia Lưu trữ ngày 7 tháng 11 năm 2012 tại Wayback Machine (SMH.com.au. 17 December 2004) "Chủ tịch ASA Frank Lowy nói rằng việc thay đổi biểu tượng này sẽ đưa Australia vào hàng với đa số các quốc gia khác gọi môn thể thao này là bóng đá."
121. ↑  "NZ Football – The Local Name of the Global Game". NZFootball.co.nz. ngày 27 tháng 4 năm 2006. Bản gốc lưu trữ ngày 22 tháng 9 năm 2009. Môn thể thao quốc tế được gọi là bóng đá và chúng ta là một phần của môn thể thao quốc tế, vì vậy môn thể thao ở New Zealand nên được gọi là bóng đá
122. ↑  "new name & logo for Samoan football". Sportingpulse.com. ngày 28 tháng 11 năm 2009. Lưu trữ bản gốc ngày 11 tháng 10 năm 2012. Truy cập ngày 16 tháng 4 năm 2012.
123. ↑  "Football progress in Samoa". Samoa Observer. Bản gốc lưu trữ ngày 5 tháng 3 năm 2012.
124. ↑  "FIFA Survey: approximately 250 million footballers worldwide" (PDF). FIFA. Bản gốc (PDF) lưu trữ ngày 15 tháng 9 năm 2006. Truy cập ngày 15 tháng 9 năm 2006.
125. ↑  "2006 FIFA World Cup broadcast wider, longer and farther than ever before". FIFA. ngày 6 tháng 2 năm 2007. Bản gốc lưu trữ ngày 11 tháng 1 năm 2012. Truy cập ngày 11 tháng 10 năm 2009.
126. ↑  Mueller, Frederick; Cantu, Robert; Van Camp, Steven (1996). "Team Sports". Catastrophic Injuries in High School and College Sports. Champaign: Human Kinetics. tr. 57. ISBN 978-0-87322-674-5. Lưu trữ bản gốc ngày 27 tháng 2 năm 2023. Truy cập ngày 12 tháng 2 năm 2016. Soccer is the most popular sport in the world and is an industry worth over US$400 billion world wide. 80% of this is generated in Europe, though its popularity is growing in the United States. It has been estimated that there were 22 million soccer players in the world in the early 1980s, and that number is increasing. In the United States soccer is now a major sport at both the high school and college levels
127. ↑  "As American as Mom, Apple Pie and Football?". Harris Interactive. ngày 16 tháng 1 năm 2014. Bản gốc lưu trữ ngày 27 tháng 4 năm 2014. Truy cập ngày 27 tháng 4 năm 2014.
128. ↑  "Estimated Probability of Competing in Athletics Beyond the High School Interscholastic Level" (PDF). NCAA.org. ngày 17 tháng 9 năm 2012. Bản gốc (PDF) lưu trữ ngày 26 tháng 4 năm 2014. Truy cập ngày 26 tháng 4 năm 2014.
129. ↑  Porter, Rick (ngày 5 tháng 2 năm 2018). "TV Ratings Sunday: Super Bowl LII smallest since 2009, still massive; 'This Is Us' scores big [Updated]". TV by the Numbers. Bản gốc lưu trữ ngày 4 tháng 8 năm 2018. Truy cập ngày 29 tháng 7 năm 2018.
130. ↑  "Major sports leagues all make a lot of money, here's how they do it:, Major sports leagues all make a lot of money, here's how they do it". ngày 7 tháng 3 năm 2019. Lưu trữ bản gốc ngày 7 tháng 12 năm 2021. Truy cập ngày 22 tháng 7 năm 2020.
131. ↑  Kirkland, Alex (ngày 30 tháng 1 năm 2021). "Lionel Messi's leaked Barcelona contract the biggest in sports history – report". ESPN.com. Lưu trữ bản gốc ngày 7 tháng 11 năm 2021. Truy cập ngày 31 tháng 1 năm 2021.
132. ↑  "The World's Highest-Paid Athletes 2020". Forbes. Lưu trữ bản gốc ngày 18 tháng 1 năm 2015. Truy cập ngày 19 tháng 8 năm 2020.
133. ↑  "The making of Patrick Mahomes, the highest-paid man in sports history". Lưu trữ bản gốc ngày 12 tháng 8 năm 2021. Truy cập ngày 19 tháng 8 năm 2020.
134. ↑  "4174.0 – Sports Attendance, Australia, April 1999". Abs.gov.au. ngày 20 tháng 12 năm 1999. Lưu trữ bản gốc ngày 9 tháng 9 năm 2011. Truy cập ngày 19 tháng 2 năm 2010.
135. ↑  "4174.0 – Sports Attendance, Australia, 2005–06". Abs.gov.au. ngày 25 tháng 1 năm 2007. Lưu trữ bản gốc ngày 14 tháng 3 năm 2010. Truy cập ngày 19 tháng 2 năm 2010.
136. ↑  "The Social Significance of Sport" (PDF). The Economic and Social Research Institute. Bản gốc (PDF) lưu trữ ngày 28 tháng 10 năm 2008. Truy cập ngày 21 tháng 10 năm 2008.
137. ↑  "Initiative's latest ViewerTrack™ study shows that in Ireland GAA and soccer still dominate the sporting arena, while globally the Super Bowl was the most watched sporting event of 2005". Finfacts.com. Lưu trữ bản gốc ngày 27 tháng 9 năm 2011. Truy cập ngày 17 tháng 10 năm 2011.
138. ↑  "BBC – Tom Fordyce: Why are New Zealand so good at rugby?". Lưu trữ bản gốc ngày 12 tháng 8 năm 2021. Truy cập ngày 28 tháng 7 năm 2020.
139. ↑  "Rugby: Fastest growing sport in the U.S. also one of the oldest – Global Sport Matters, Rugby: Fastest growing sport in the U.S. also one of the oldest – Global Sport Matters". ngày 19 tháng 7 năm 2018. Lưu trữ bản gốc ngày 1 tháng 11 năm 2021. Truy cập ngày 23 tháng 9 năm 2020.
140. ↑  "Rugby is now the fastest growing sport in the U.S. and BIG changes to high school rugby – Your Hub". ngày 21 tháng 3 năm 2012. Bản gốc lưu trữ ngày 21 tháng 3 năm 2012.
141. ↑  "Sold-Out Chicago Match Marks Rugby's Rising Popularity" Lưu trữ ngày 11 tháng 1 năm 2015 tại Wayback Machine, Bloomberg, 31 October 2014.
142. ↑   Lưu trữ ngày 26 tháng 6 năm 2011 tại Wayback Machine
143. ↑  "Where Is Rugby the Most Popular Among Students: Comparison of US and UK Student Leagues". ngày 17 tháng 10 năm 2020. Bản gốc lưu trữ ngày 12 tháng 8 năm 2021. Truy cập ngày 17 tháng 12 năm 2020.
144. ↑  "Fuse Explores the Surge in Sports Participation: Why Teens Play and Why They Don't". ngày 12 tháng 7 năm 2018. Lưu trữ bản gốc ngày 12 tháng 8 năm 2021. Truy cập ngày 24 tháng 9 năm 2020.